# Bolet Satan
Rubroboletus satanas
Espèce
Statut de conservation UICN

 LC  : Préoccupation mineure
Rubroboletus satanas, le Bolet Satan, auparavant Boletus satanas, est une espèce de champignons (Fungi) basidiomycètes du genre Rubroboletus dans la famille des Boletaceae. Toxique et plutôt rare, bien connu de nom par les cueilleurs mais souvent mal identifié, il est caractérisé par son chapeau blanchâtre et sa chair modérément bleuissante à la coupe.

## Taxonomie

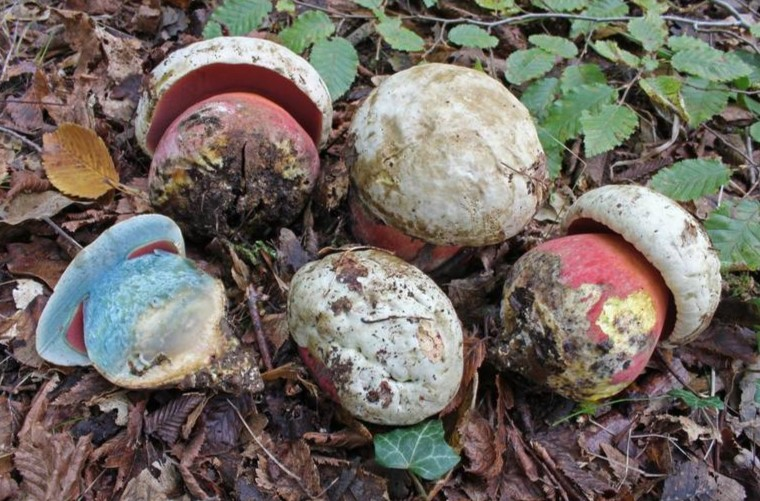
Collection de jeunes sporophores de R. satanas en Croatie avec une coupe verticale montrant le bleuissement modéré.

Le nom correct complet (avec auteur) de ce taxon est Rubroboletus satanas (Lenz) Kuan Zhao & Zhu L.Yang.
L'espèce a été initialement classée dans le genre Boletus sous le basionyme Boletus satanas Lenz.

### Synonymes
Rubroboletus satanas a pour synonymes :
- Boletus crataegi Smotl.
- Boletus crataegi Smotl. ex Hlavácek
- Boletus foetidus Lagger
- Boletus foetidus Trog
- Boletus marmoreus Roques
- Boletus satanas f. crataegi Smotl.
- Boletus satanas f. crataegi Smotl. ex Antonín & Janda
- Boletus satanas (Lenz) Kuan Zhao & Zhu L.Yang
- Boletus satanas Lenz
- Boletus satanus Lentz
- Boletus tuberosus var. satanas (Lenz) Bataille
- Rubroboletus satanas f. crataegi (Smotl. ex Antonín & Janda) Janda & Kříž
- Suillellus satanas (Lenz) Blanco-Dios
- Suillus satanas (Lenz) Kuntze
- Tubiporus satanas (Lenz) Maire
- Tubiporus satanas (Lenz) Ricken

### Phylogénie
Connu à l'origine sous le nom de Boletus satanas, le Bolet Satan a été décrit par le mycologue allemand Harald Othmar Lenz en 1831. Lenz avait eu connaissance de plusieurs rapports faisant état de réactions indésirables de personnes ayant consommé ce champignon et s'était apparemment senti malade à cause de ses "émanations" en le décrivant, d'où l'épithète sinistre du nom. Le mycologue américain Harry D. Thiers a conclu que le matériel provenant d'Amérique du Nord correspondait à la description de l'espèce, mais des tests génétiques ont depuis confirmé que les collections de l'ouest de l'Amérique du Nord représentaient Rubroboletus eastwoodiae, une espèce différente.
Une analyse génétique publiée en 2013 a révélé que B.satanas et plusieurs autres bolets à pores rouges font partie du clade "dupainii" (nommé d'après B.dupainii), et sont éloignés du groupe principal de Boletus (y compris B.edulis et ses proches) au sein des Boletineae. Cela indique que B.satanas et ses proches appartiennent à un genre distinct. L'espèce a donc été transférée dans le nouveau genre Rubroboletus en 2014, avec plusieurs espèces alliées de bolets à pores rouges et à oxydation bleue.
Des tests génétiques sur plusieurs espèces du genre ont révélé que R.satanas est le plus étroitement apparenté à R.pulchrotinctus, une espèce morphologiquement similaire mais beaucoup plus rare qui se trouve dans les régions méditerranéennes.

### Étymologie
Le latin rubro dans le nom de genre Rubroboletus fait référence à la rougeur du pied et des tubes. Tandis que l'épithète spécifique satanas fait référence à Satan ou au diable, ramenant également aux couleurs rouges "sataniques" de ce bolet ainsi qu'à sa toxicité.

### Noms vulgaires et vernaculaires
Ce taxon porte en français les noms vernaculaires ou normalisés suivants :  Bolet Satan, Bolet de Satan, Bolet satanique, Bolet du diable, Bolet diabolique, en réfèrence à son épithète spécifique satanas.

## Description du sporophore

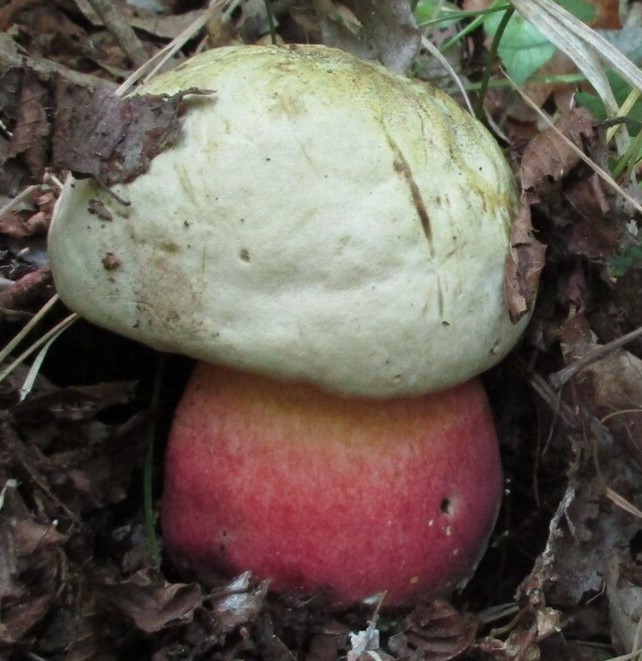
Jeune sporophore de R. satanas avec son chapeau blanc.

Les Bolets sont des champignons, pour la plupart mycorhiziens, dont l'hyménophore, constitué de tubes et terminés par des pores, se sépare facilement de la chair du chapeau. Ce chapeau d'abord rond, recouvert d'une cuticule, devient convexe à mesure qu’il vieillit. Ils ont un pied (stipe) central assez épais et une chair compacte. Le Bolet Satan est le plus gros des Bolets d'Europe, son chapeau peut atteindre voire dépasser 30 cm, il est également très connu pour sa toxicité. Ses caractéristiques morphologiques sont les suivantes :
Son chapeau mesure 5 à 25 cm, il est blanc pur au départ, il ressemble alors à une boule de neige, il s'étale ensuite en un large dôme aplati et tourne au blanchâtre à gris mastic, parfois avec des tons grisâtres plus accentués, ou encore olivâtres ou rosâtres. Il est le seul bolet du genre Rubroboletus à chapeau blanchâtre typiquement sans nuances de rose au niveau du chapeau, bien que cela ne soit pas impossible sur de rares cas, vers la marge.
L'hyménophore présente des tubes jaunes puis olivâtres, légèrement bleuissant, soutenant des pores fins, d'abord jaune puis vite rouge orangé à rouge sang, bleuissants. Ils deviennent orangeâtre à jaunâtre chez les vieux spécimens.
Son pied est souvent obèse, nettement renflé à la base, faisant 5 à 15 cm de long pour 3 à 10 cm de large, typiquement jaune à orange en haut puis rose vif à rouge en bas, mais parfois entièrement rouge. Il est orné d'un fin réseau concolore ou plus au moins rouge, assez difficile à distinguer par rapport à ceux d'autres bolets.

La chair est blanchâtre ou jaunâtre, faiblement ou modérément bleuissante d'un bleu ciel à la coupe au contact de l'air, plutôt lentement. Sa saveur est douce et son odeur est généralement désagréable, de plus en plus écœurante avec l'âge, nauséeuse, de viande avariée.

Principaux caractères distinctifs
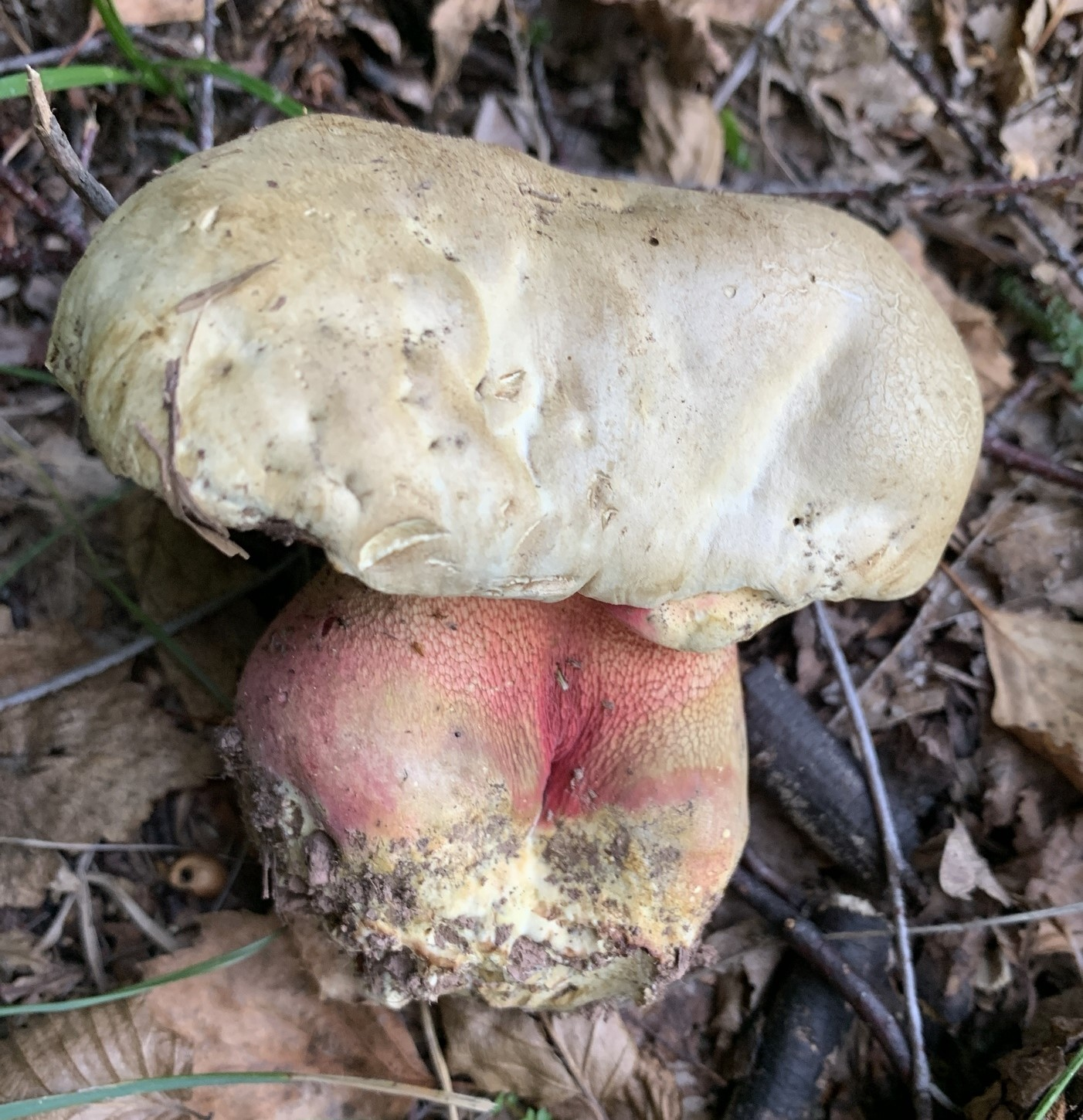
Chapeau blanchâtre, blanc mastic.
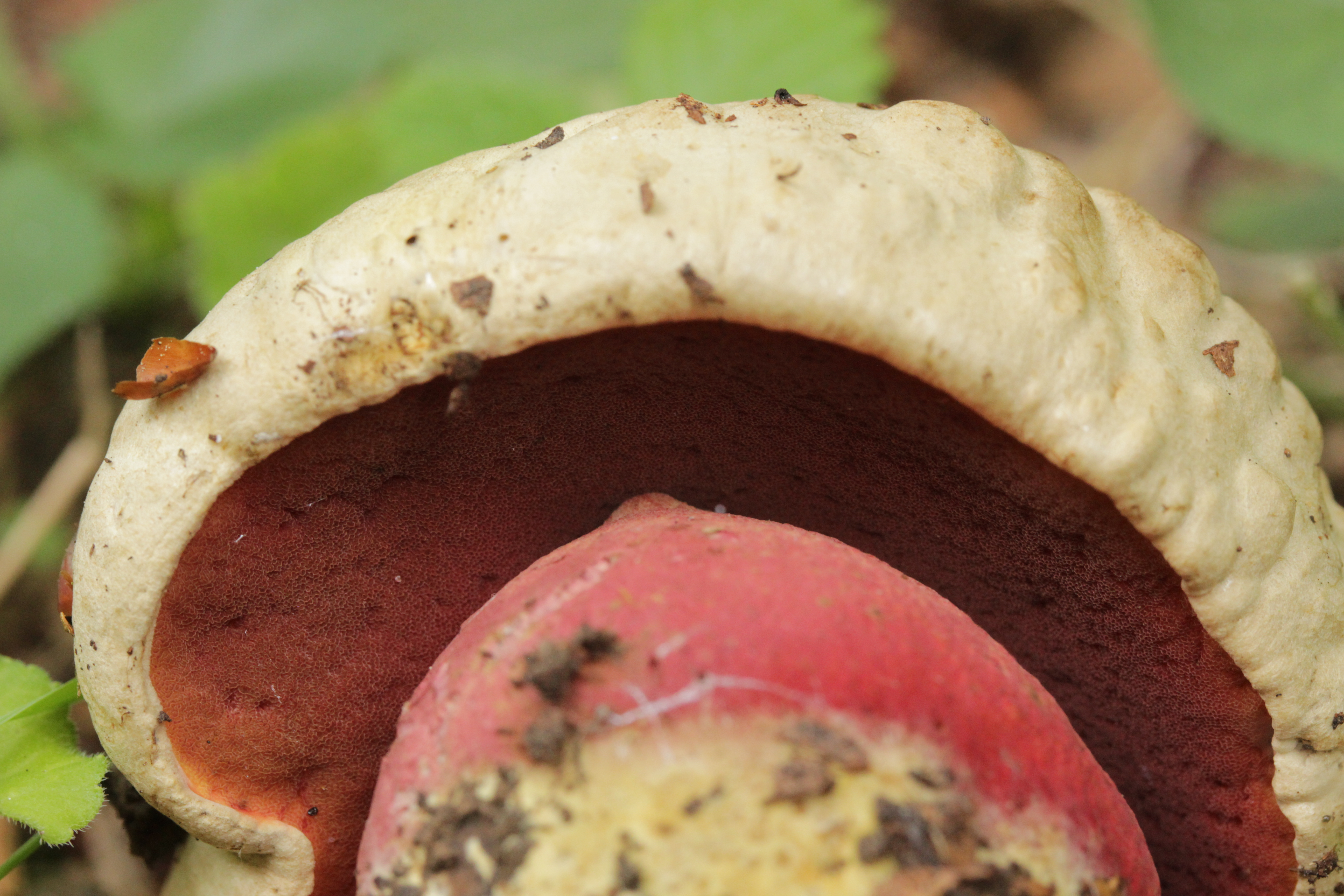
Pores orangés à rouges, rouge sang, bleuissants à la pression.
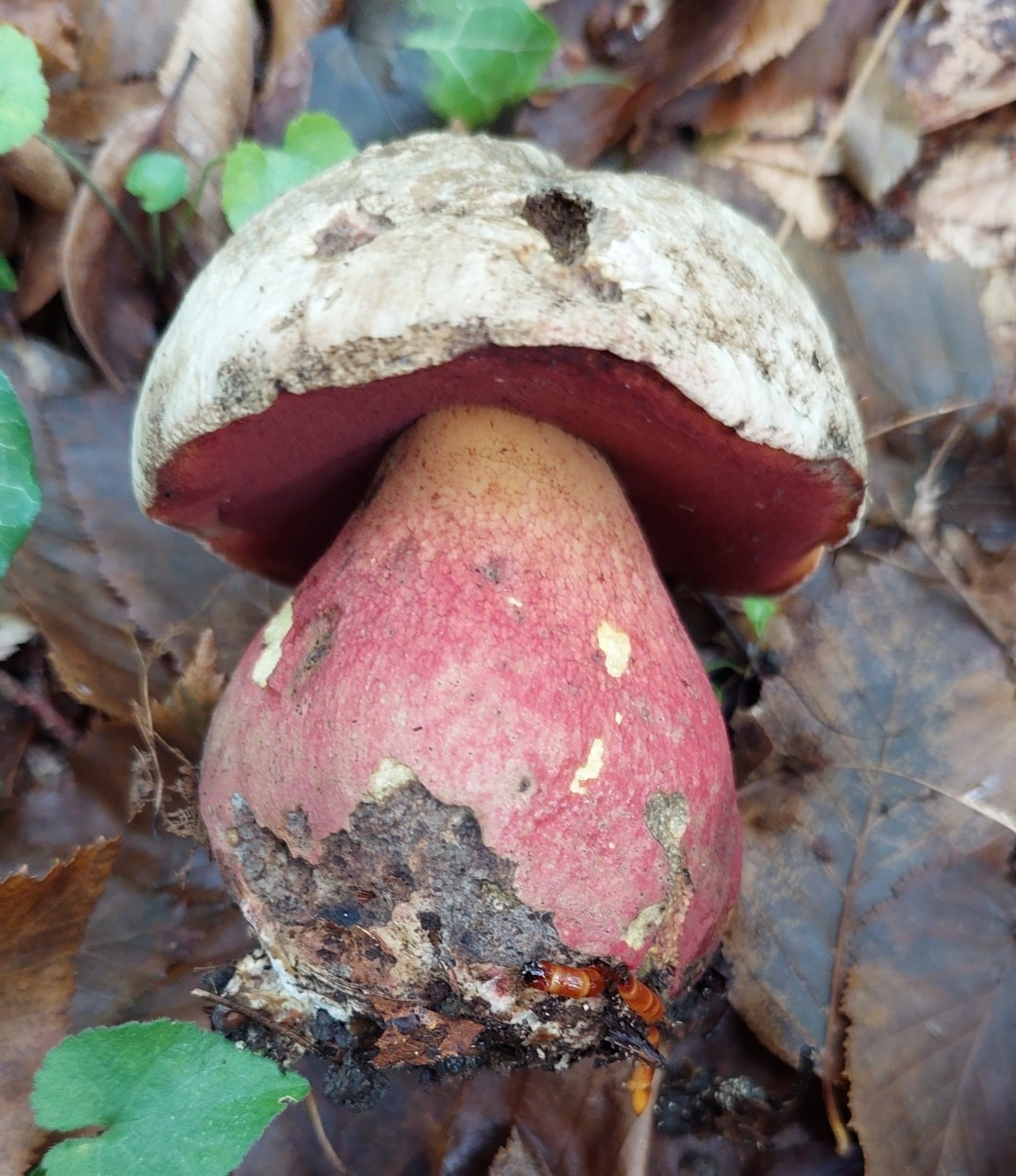
Pied orangé en haut, rougeâtre en bas
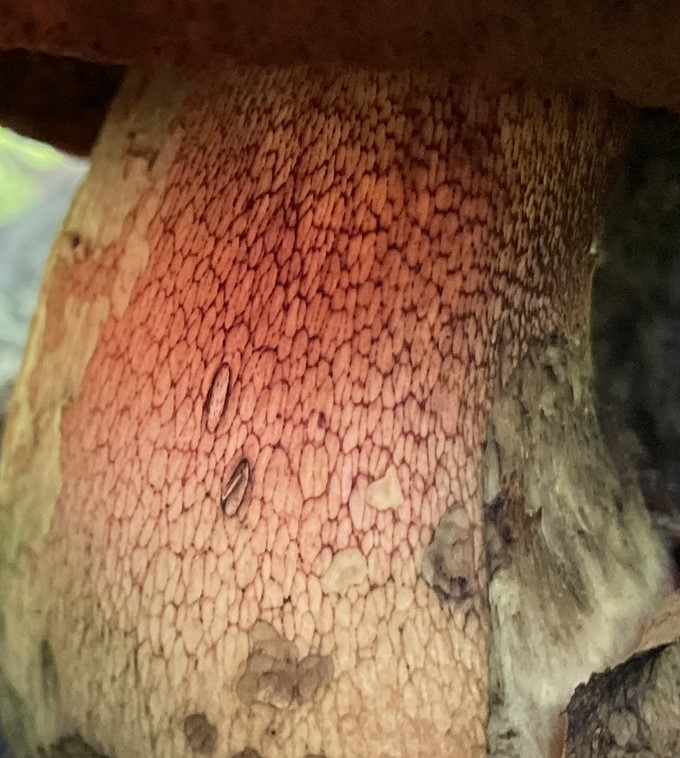
Fin réseau rougeâtre ornant le pied
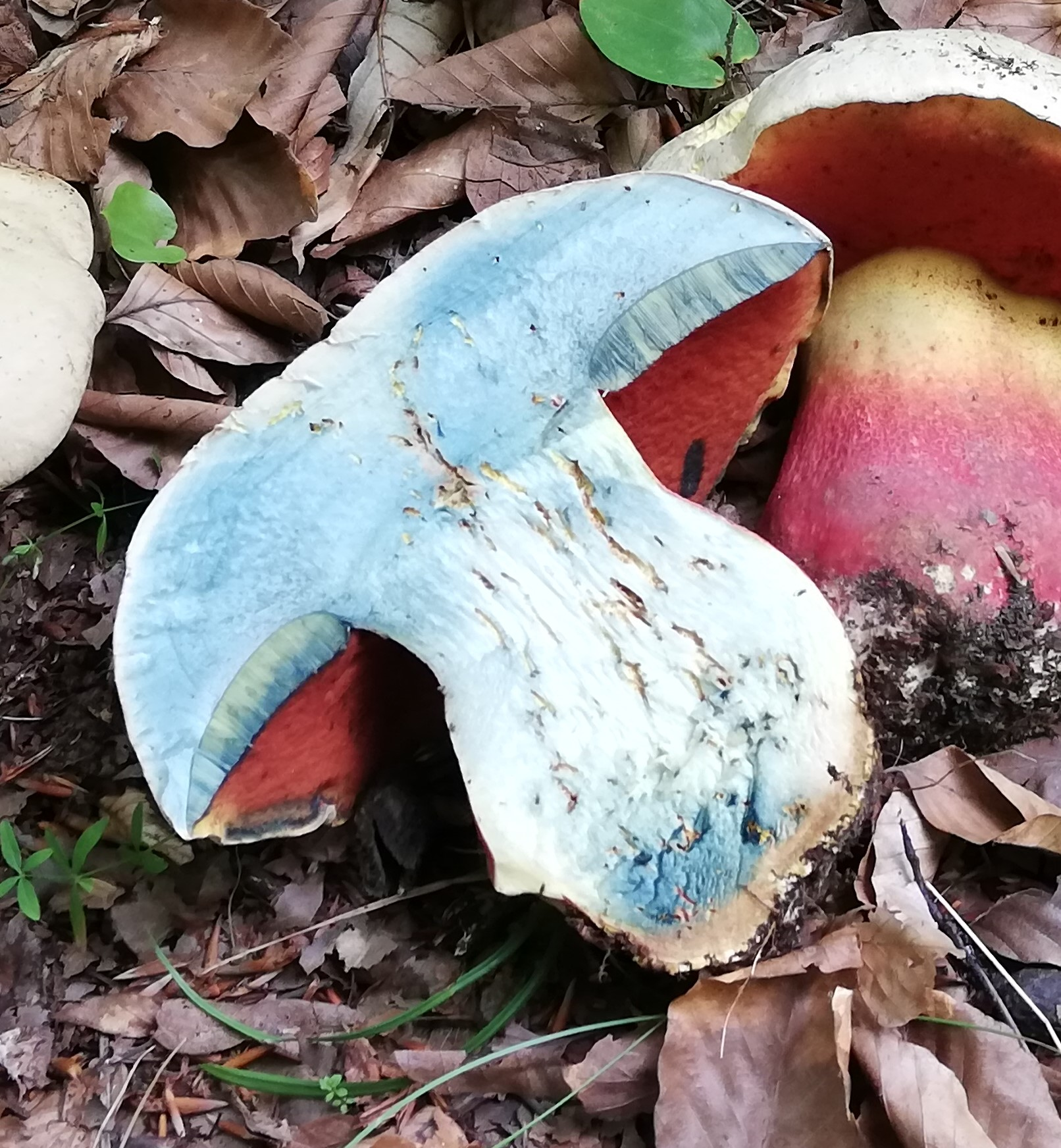
Bleuissement modéré à la coupe, bleu ciel

### Caractéristiques microscopiques
Ses spores mesurent 12 à 15 µm x 5,5 à 6,5 µm, elles sont allongées-fusoïdes.

## Galerie

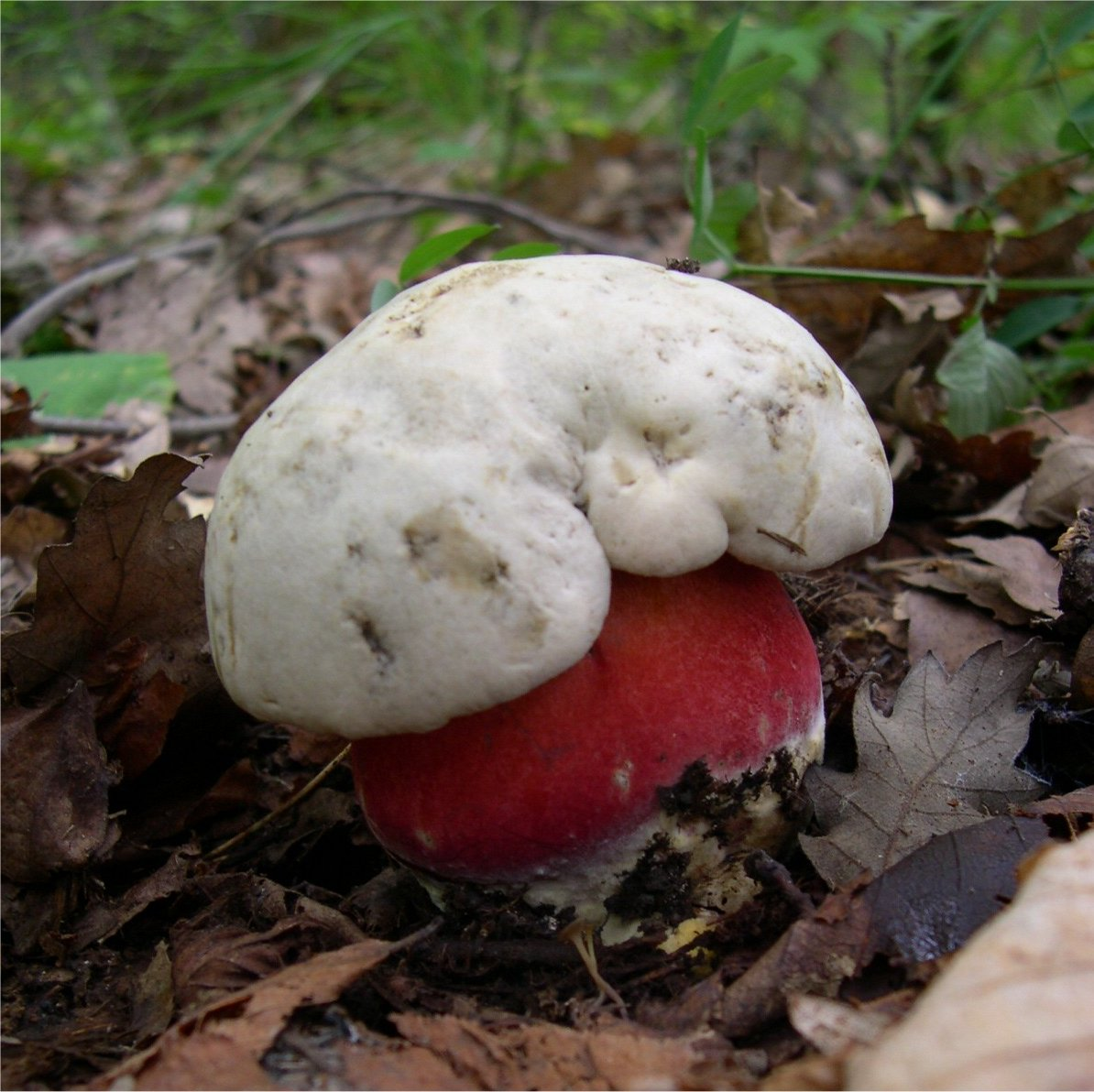
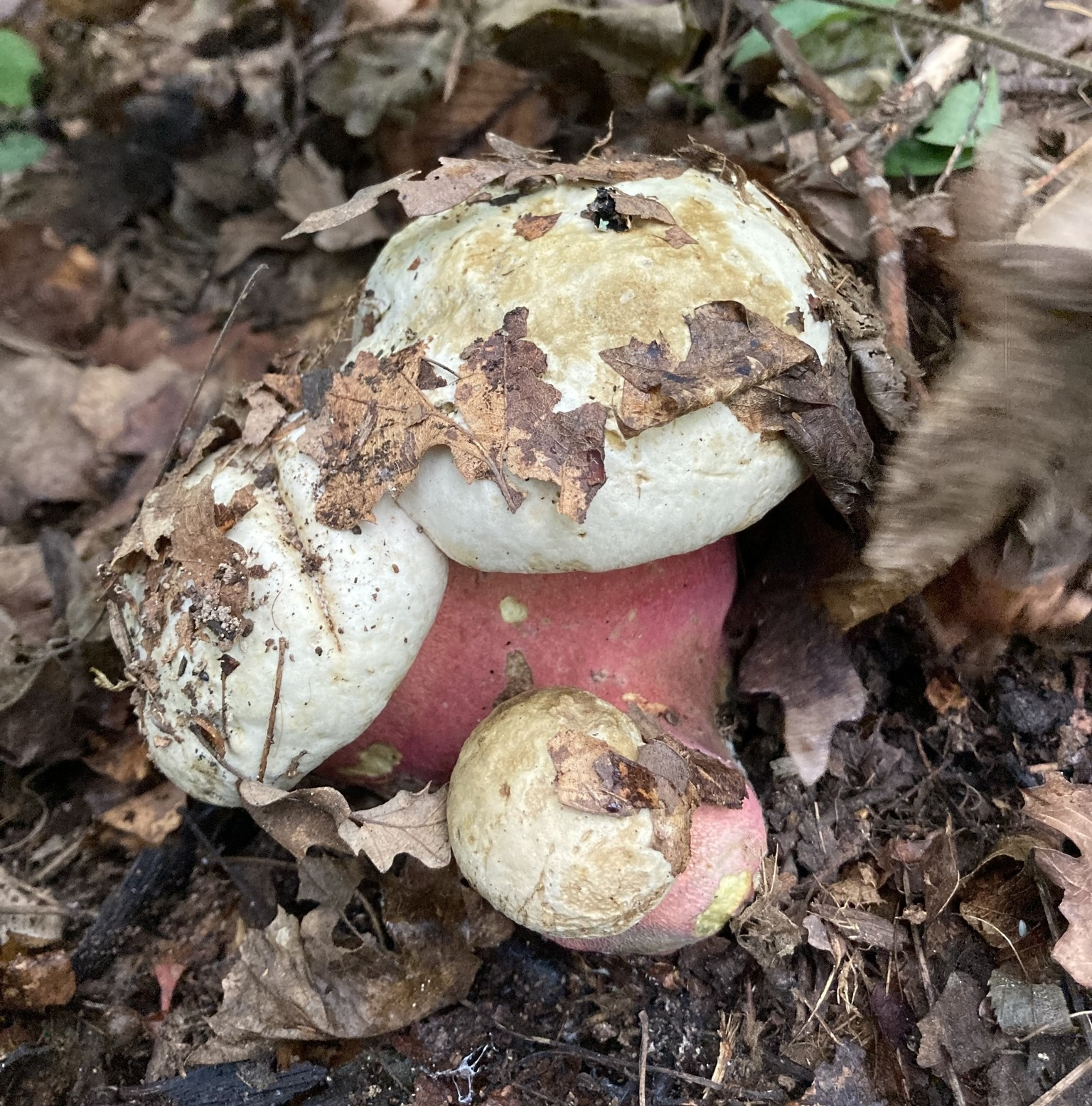
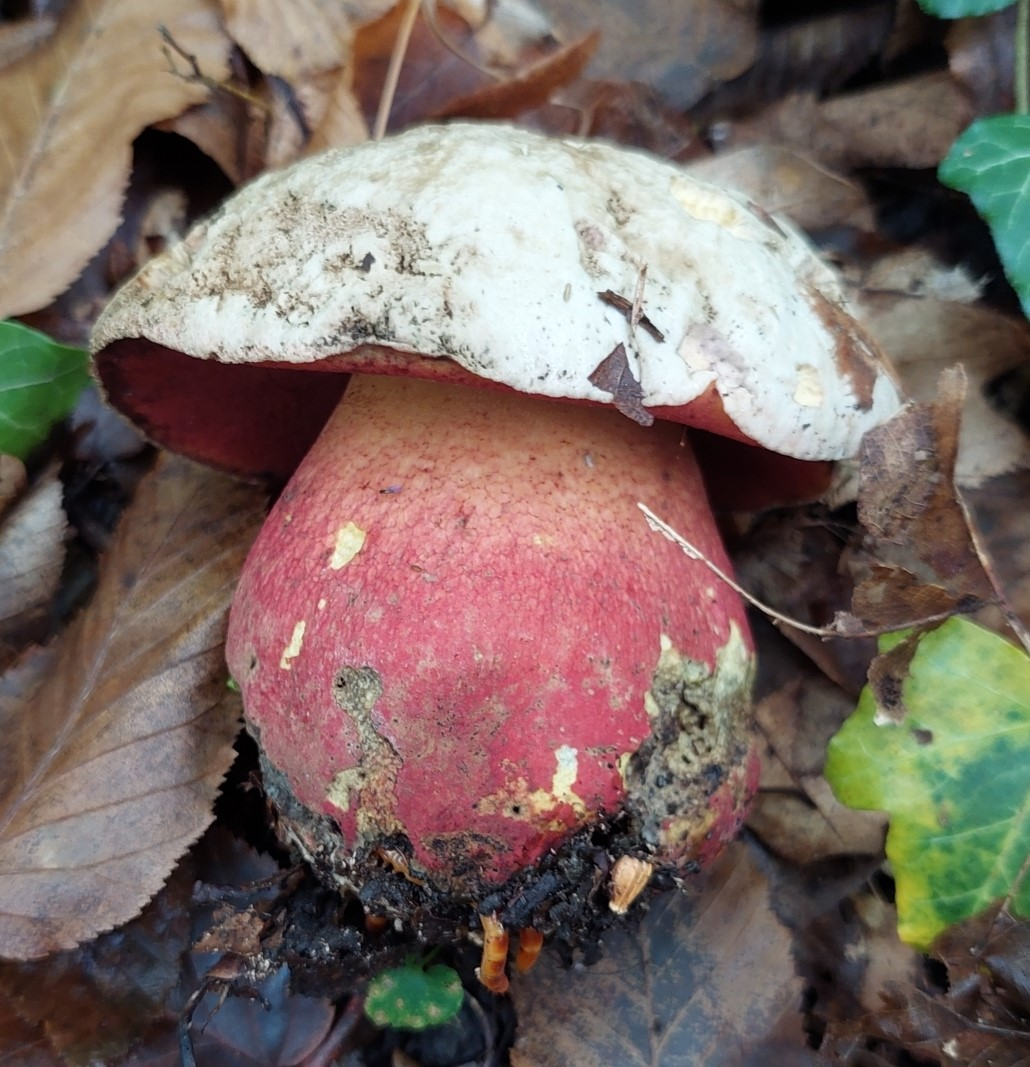
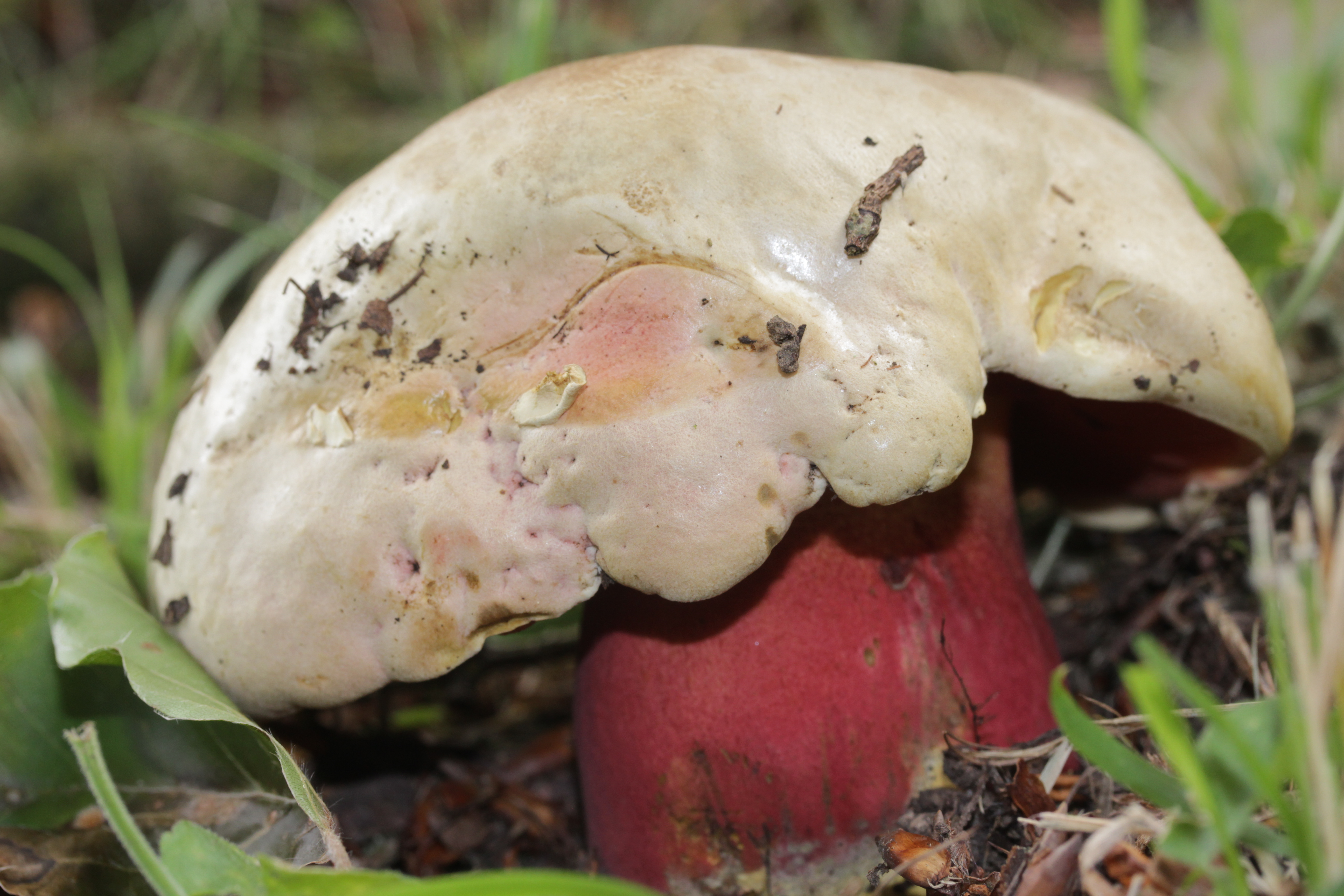
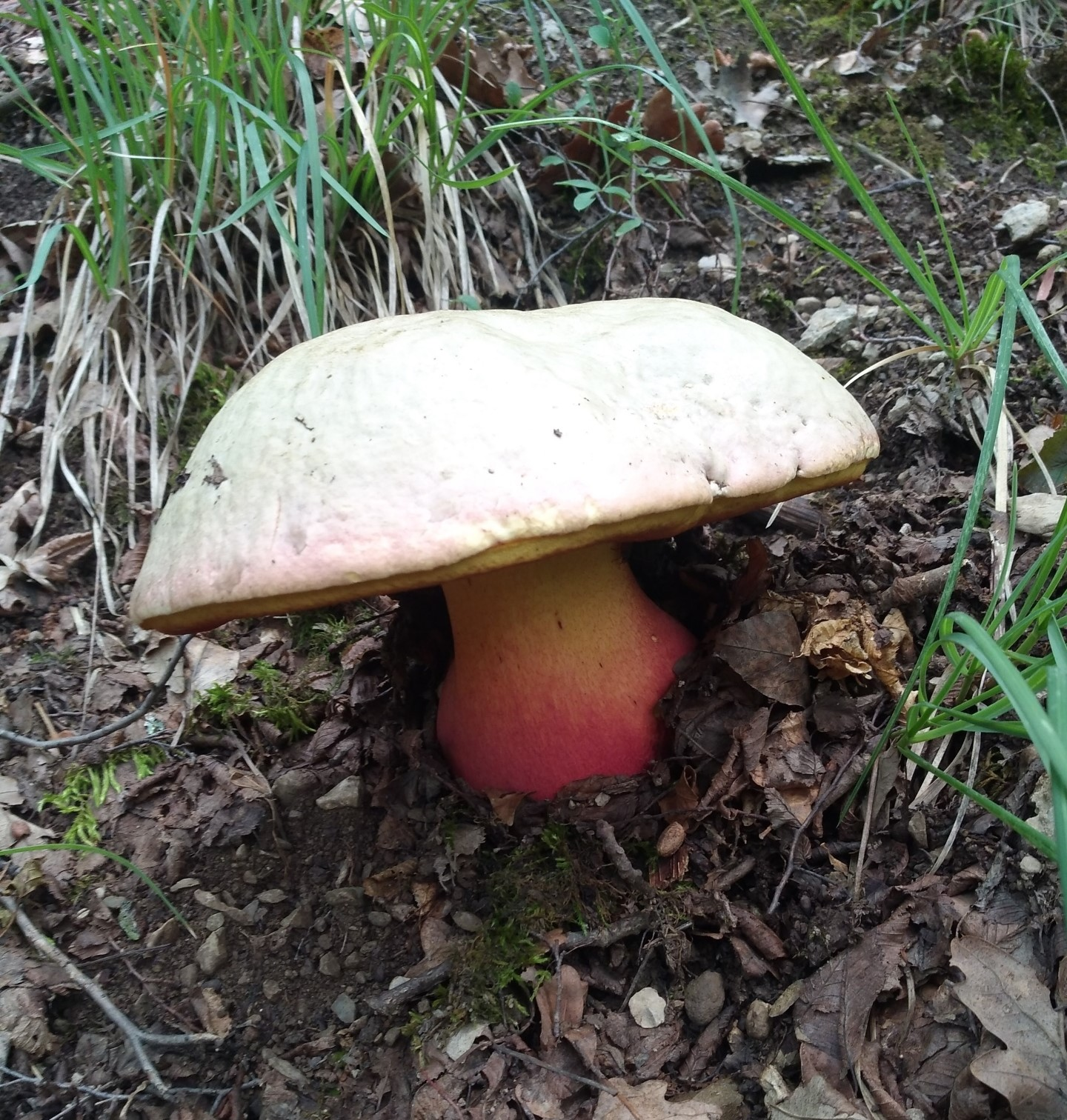
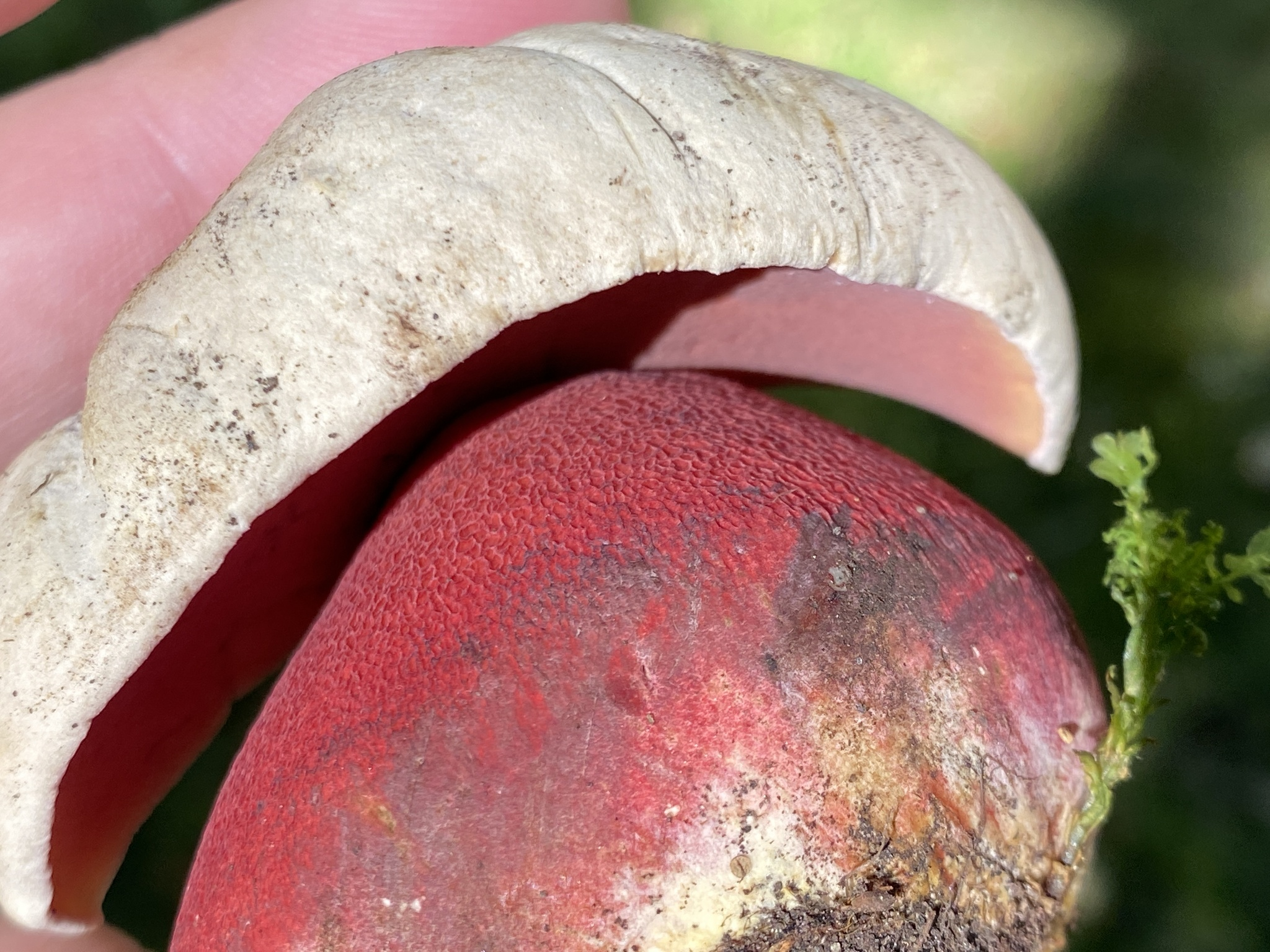
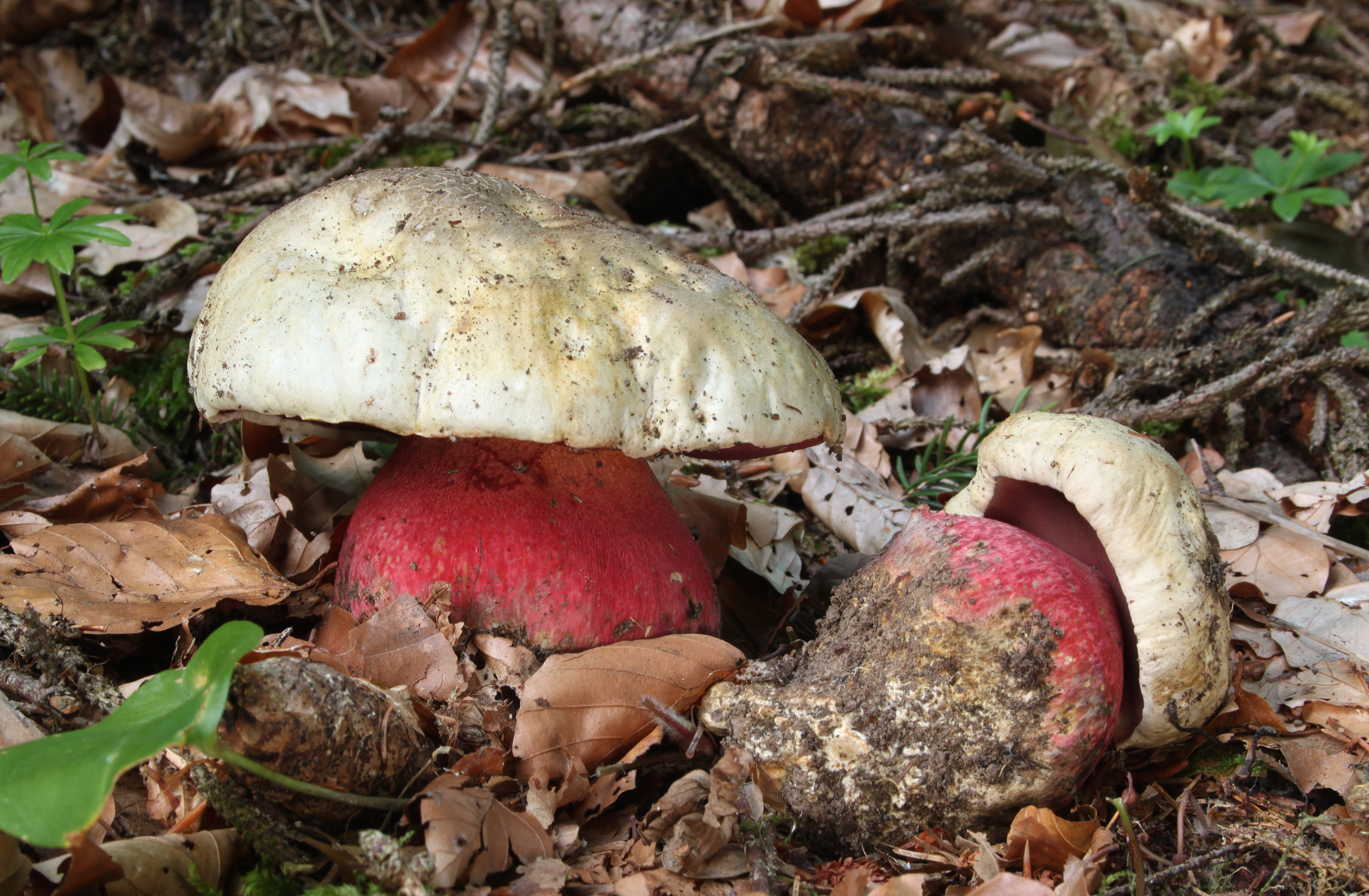
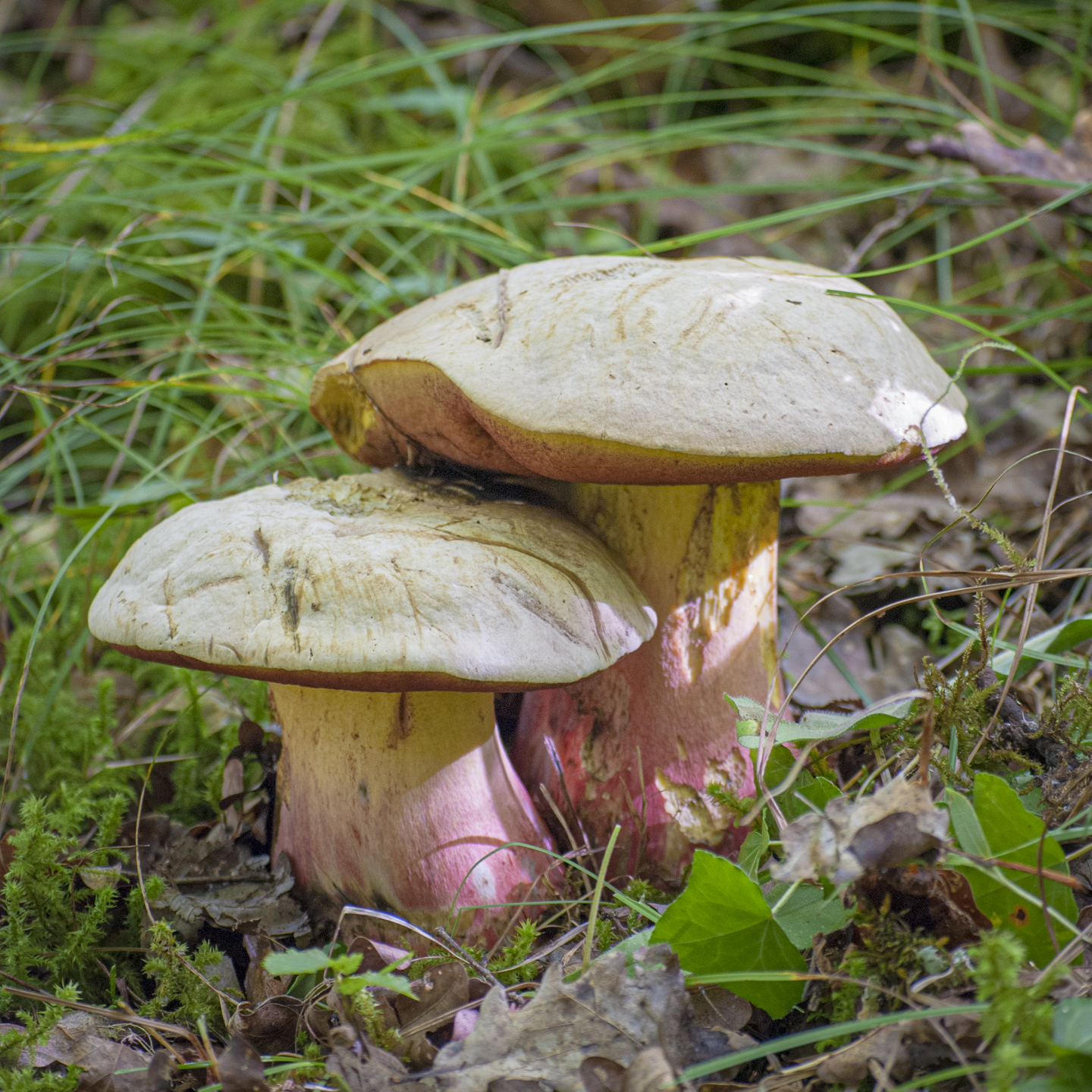
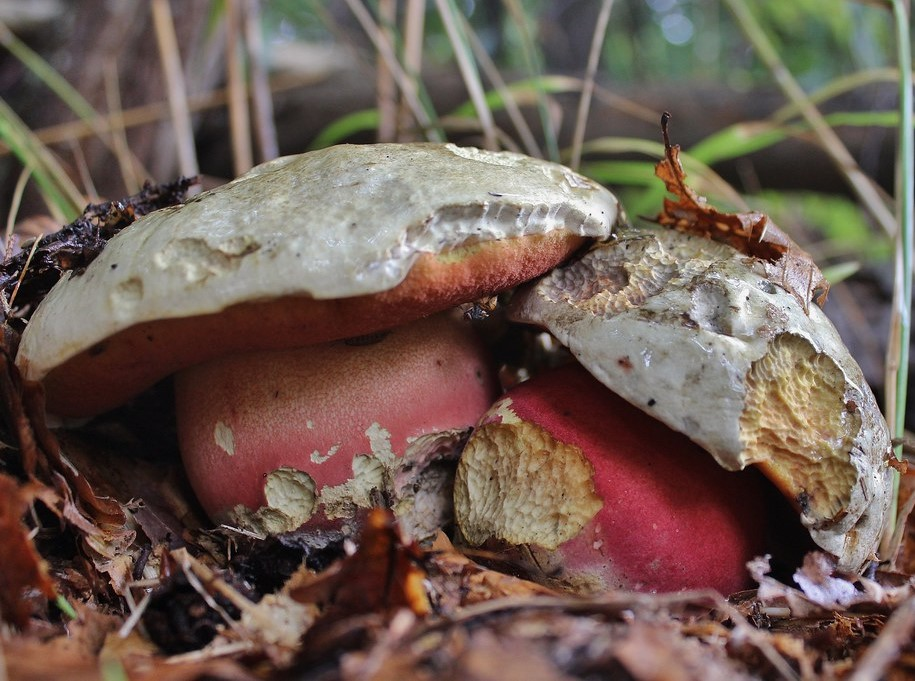
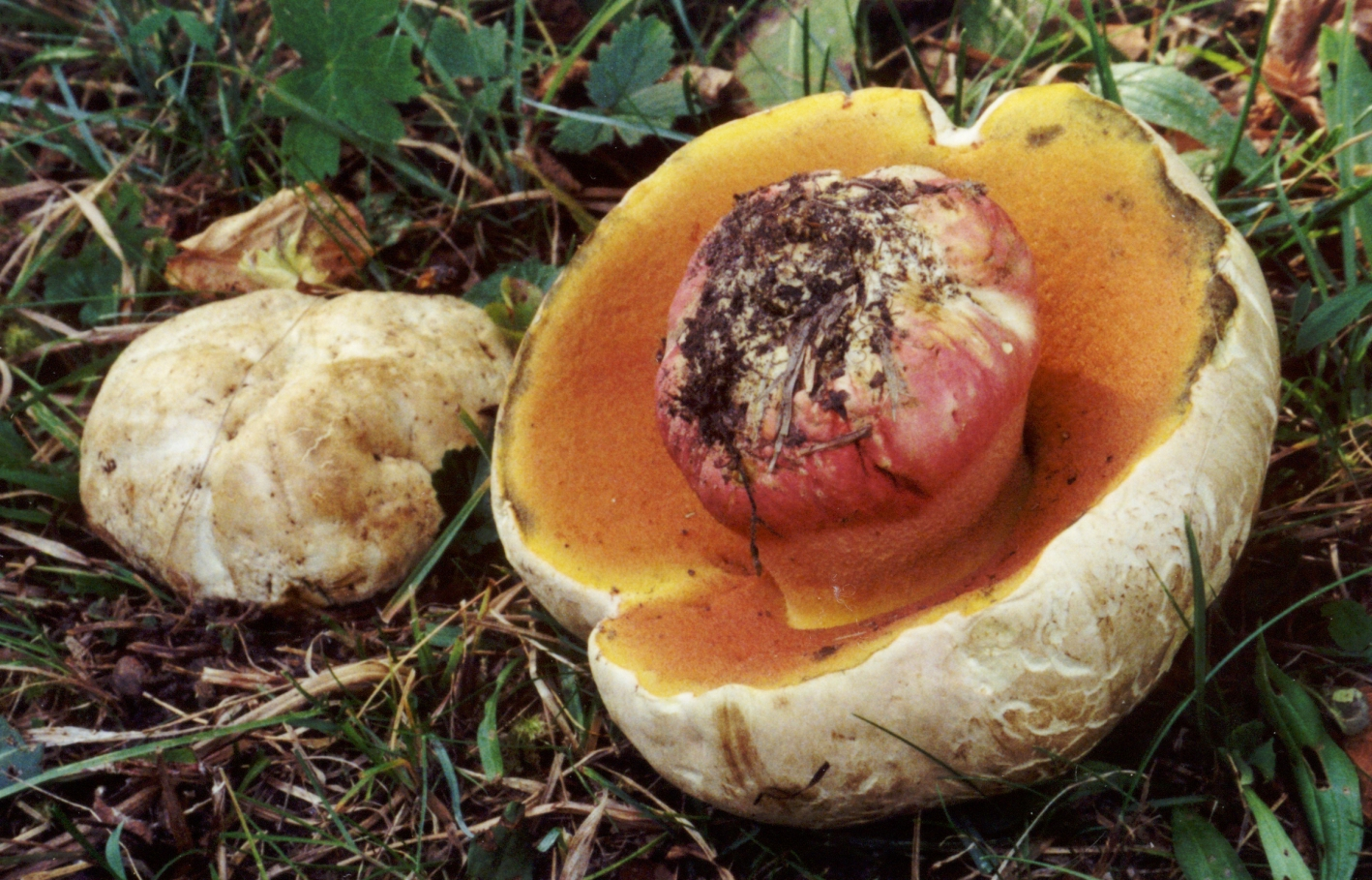
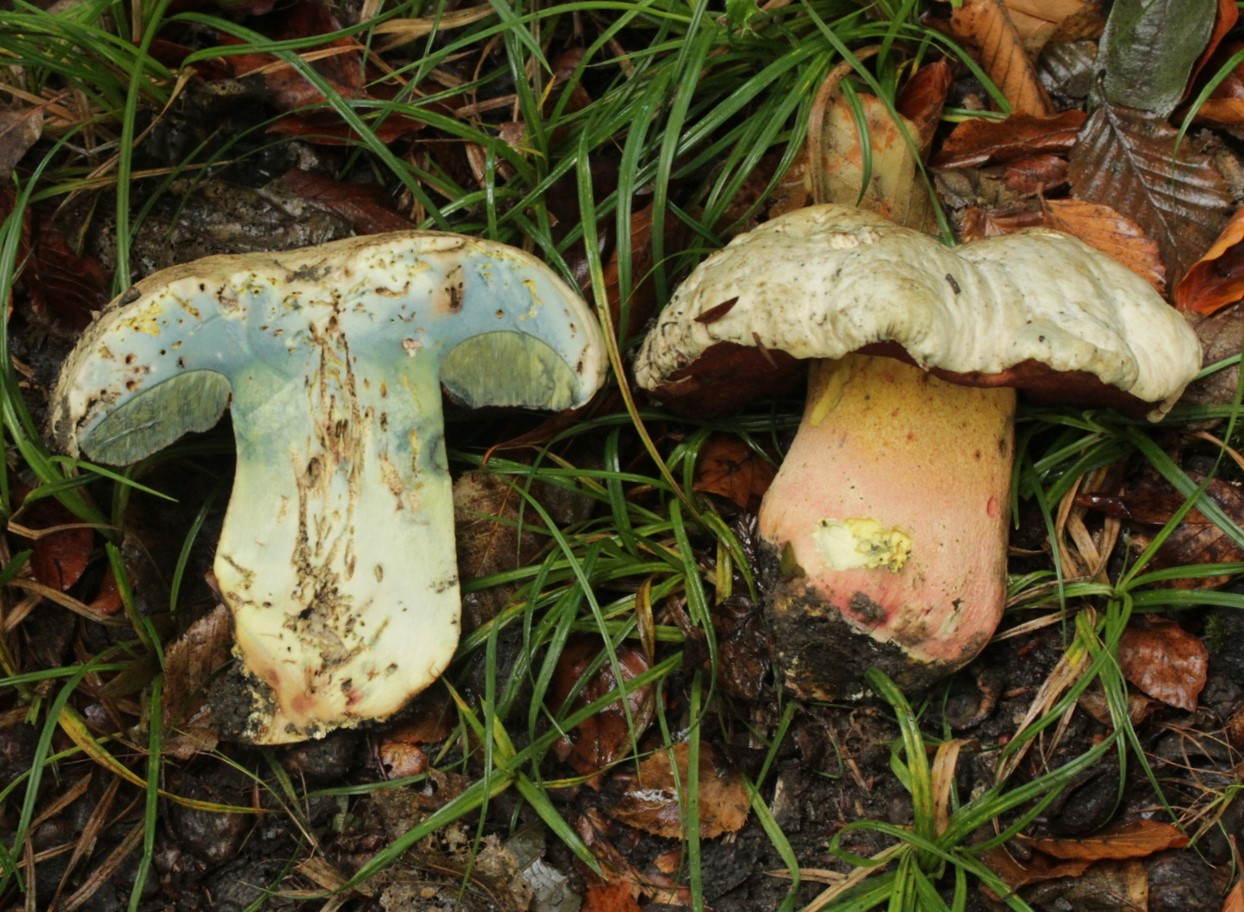
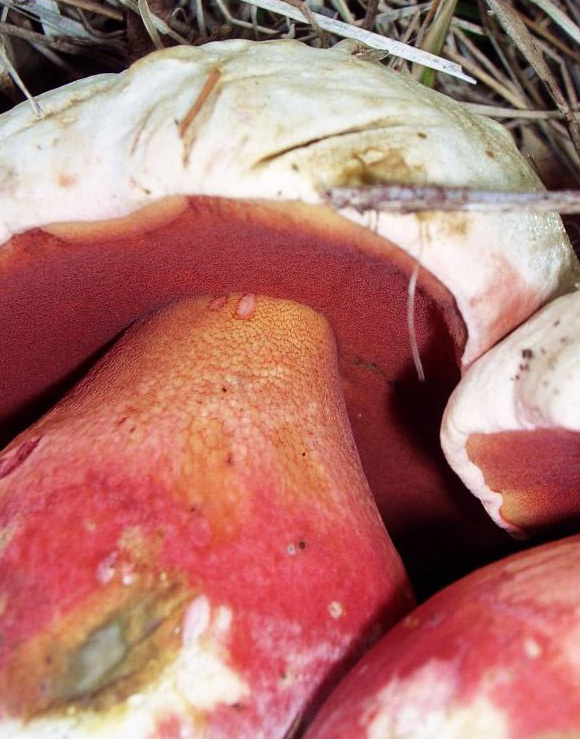
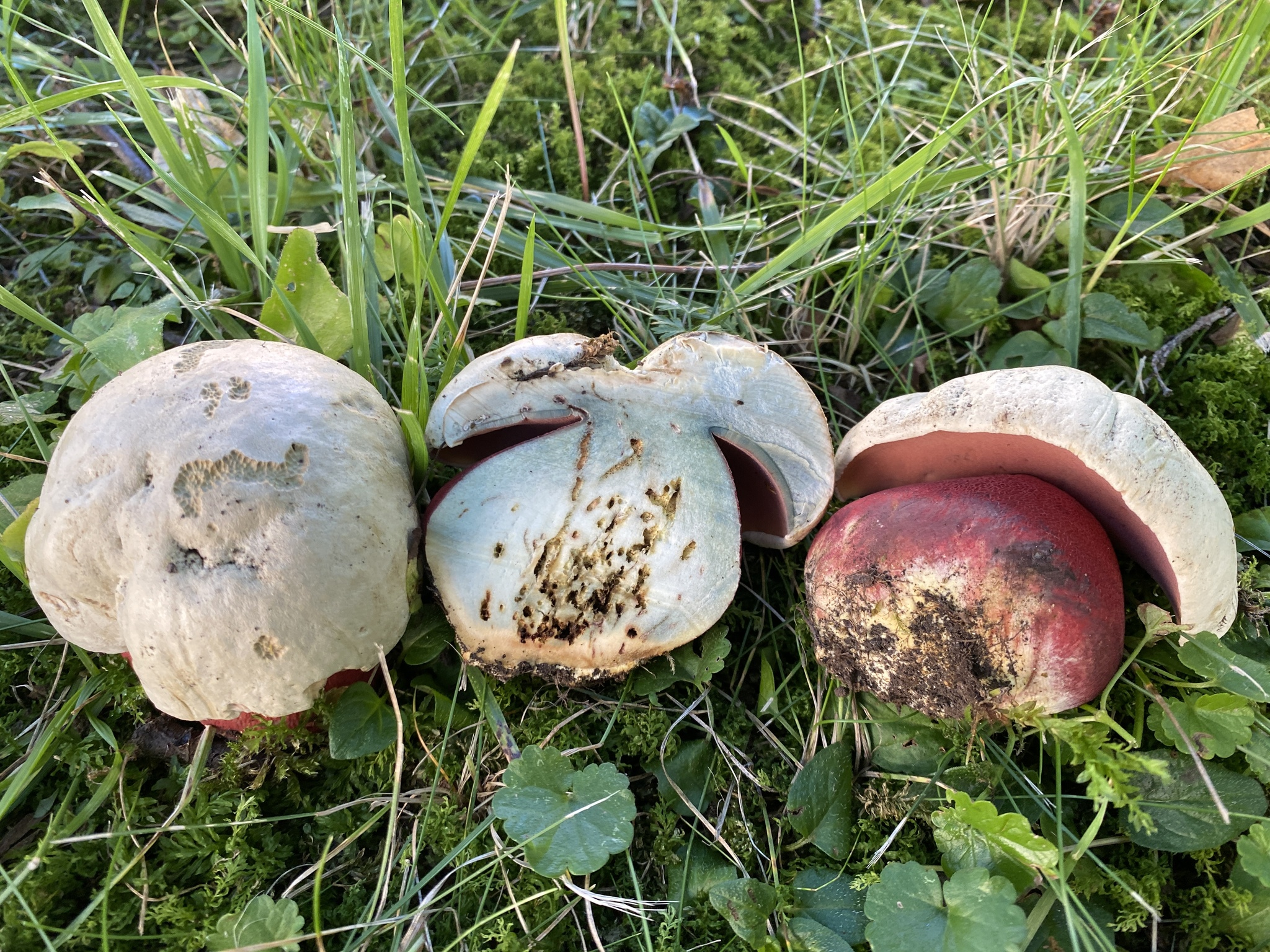
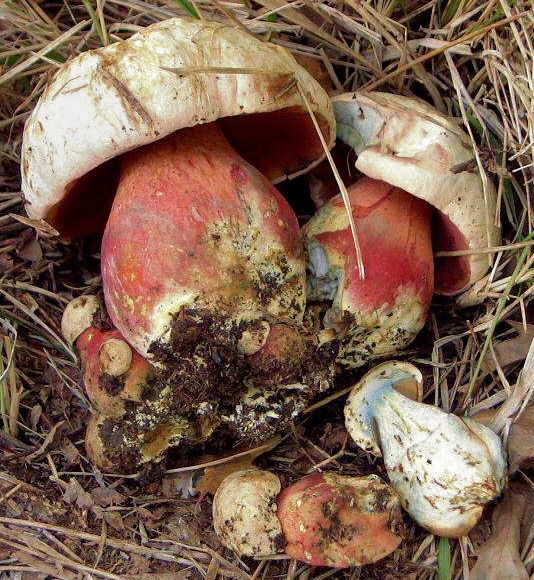
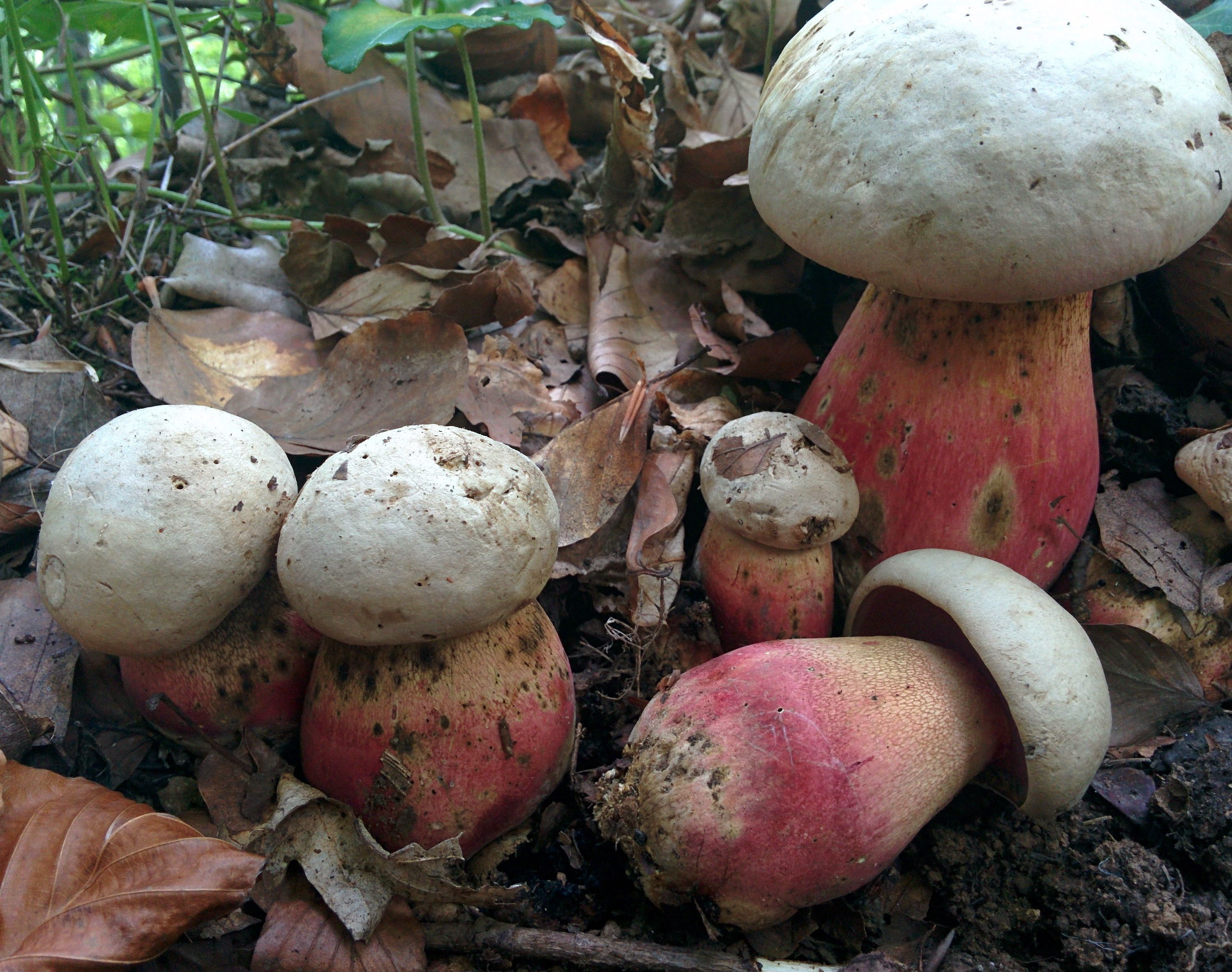
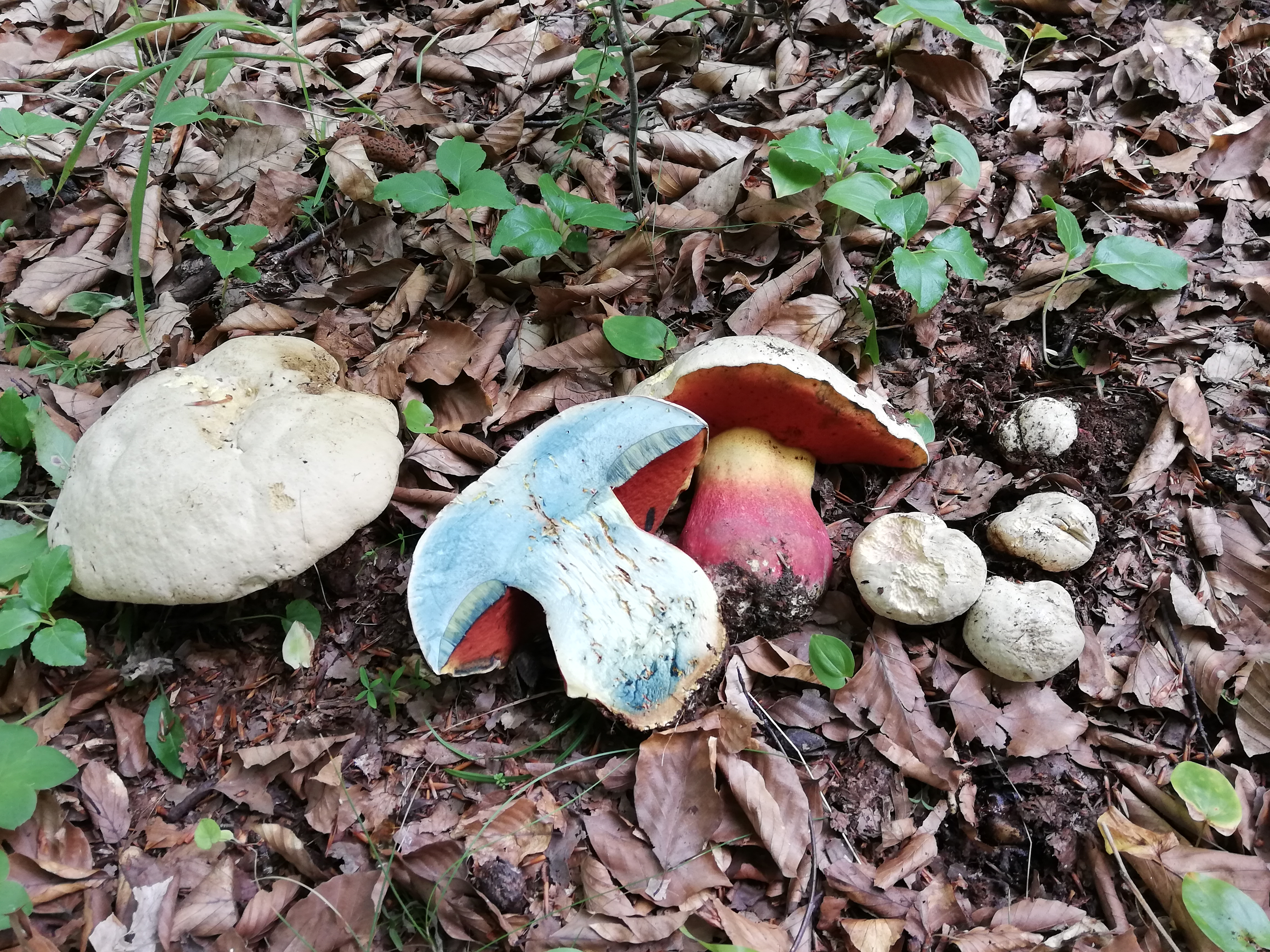
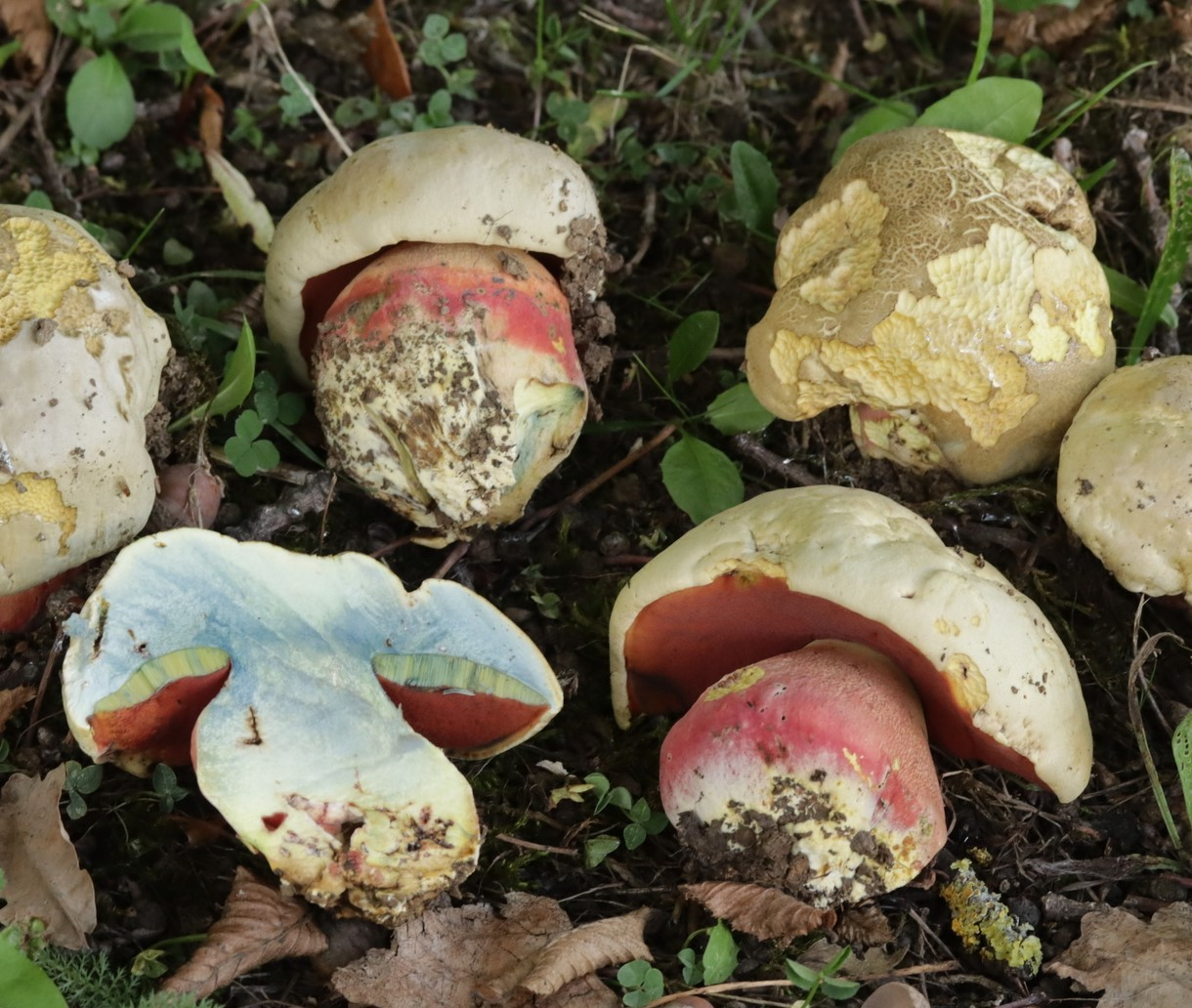

## Variétés et formes
|                                                          |  |  |
| Rarissime forme crataegi sans teintes rouges, décolorée. |  |  |

- Rubroboletus satanas f. crataegi est une forme xanthoïde (jaune, décolorée) sans tonalités roses, au stipe jaune et aux pores jaunes à oranges[9],[10].

## Habitat et distribution

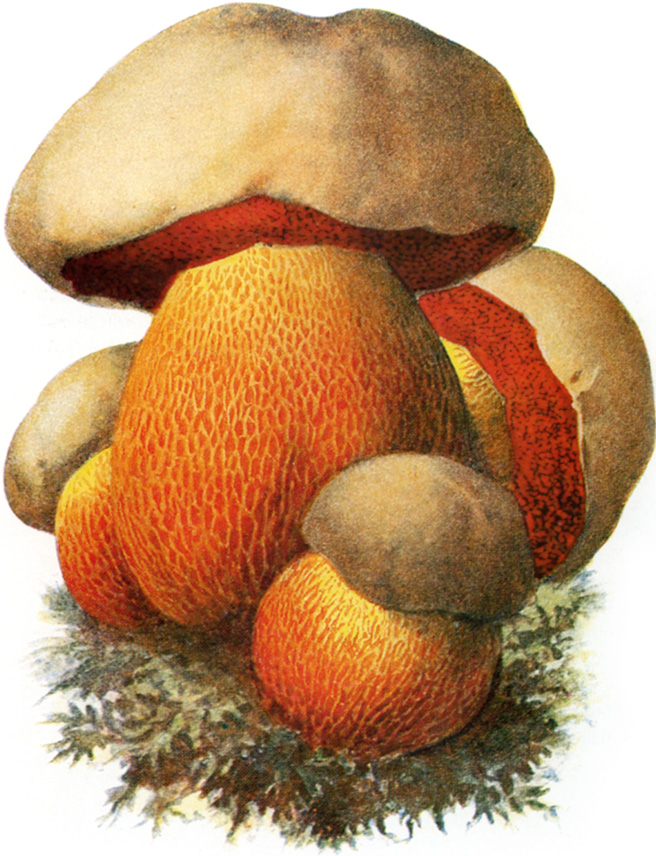
Illustration de Rubroboletus satanas par Albin Schmalfuss, 1897.

C'est un champignon ectomycorhizien, thermophile et calcicole, il apparaît en été et au début de l’automne dans les régions méridionales dans les bois de feuillus, sous les hêtres, les chênes, ou les charmes. Assez rare, surtout dans les régions du nord, ce bolet ne pousse que pendant les périodes chaudes et ensoleillées, on le trouve souvent après les gros orages de fin d'été.
Rubroboletus satanas est largement répandu dans toute la zone tempérée, mais il est rare dans la plupart des localités signalées. En Europe, il se rencontre principalement dans les régions méridionales et est rare ou absent dans les pays septentrionaux. Au Royaume-Uni, ce bolet ne se trouve que dans le sud de l'Angleterre. il est rare en Scandinavie, se rencontrant principalement sur quelques îles de la mer Baltique où les conditions sont favorables, avec un sol très calcaire. Dans la région méditerranéenne orientale, il a été signalé dans la forêt de Bar'am dans la région de la Haute Galilée dans le nord d'Israël, ainsi que sur l'île de Chypre, où il est associé au chêne doré (Quercus alnifolia). Il a également été documenté dans les régions de la mer Noire et de l'Anatolie orientale en Turquie, ainsi qu'en Crimée et en Ukraine, sa répartition pouvant s'étendre jusqu'à l'Iran au sud.
Dans le passé, R. satanas a été signalé dans les zones côtières de la Californie et du sud-est des États-Unis, mais ces observations concernent plutôt Rubroboletus eastwoodiae, une espèce étroitement apparentée.

## Statut de conservation

### Régional
- Franche-Comté : classement de cette espèce en catégorie NT (Quasi menacée) au niveau régional[18].

## Toxicité
Malgré son nom, le Bolet Satan n'est pas réellement dangereux pour la vie d'un adulte en bonne santé. Sa toxicité est d'ordre gastrointestinale, sa consommation entraînera nausées, diarrhées, diarrhées sanglantes et vomissements répétés . Son degrès de toxicité apparaît variable selon les individus. Il est particulièrement toxique si consommé cru, mais, même cuite, sa chair reste nocive, des intoxications sévères ayant été observées chez des personnes qui ont consommé des sujets jeunes et bien cuits. Ces intoxications sont extrêmement rares, son aspect caractéristique, son odeur repoussante et le fait qu'il devienne très rapidement véreux dissuadent de le consommer.
La bolesatine, une enzyme toxique, isolée des fructifications de R. satanas, est impliquée dans les intoxications. La bolesatine est un inhibiteur de la synthèse des protéines et, lorsqu'elle est administrée à des souris, elle provoque une thrombose importante. À des concentrations plus faibles, la bolesatine est un mitogène, qui induit la division cellulaire dans les lymphocytes T humains. La muscarine a également été isolée à partir de R. satanas, mais on estime que ses quantités sont beaucoup trop faibles pour expliquer ses effets toxiques.
Le mycologue anglais John Ramsbottom a controversialement rapporté en 1953 que R. satanas était consommé dans certaines régions d'Italie et de l'ancienne Tchécoslovaquie. Dans ces régions, le champignon serait consommé après une ébullition prolongée qui est censé neutraliser les toxines, bien que cela n'ait jamais été prouvé scientifiquement. Dans l'ensemble, R. satanas présente une toxicité gastro-intestinale constante s'il est consommé cru ou insuffisamment cuit, et une toxicité gastro-intestinale inconstante après ébullition et cuisson.

## Confusions possibles
Le nom du Bolet Satan est bien connu des cueilleurs de champignons, cependant, il est très souvent mal utilisé, les cueilleurs donnant ce nom à n'importe quel bolet bleuissant ou aux tons rouges, sans savoir réellement quels sont les critères d'identification utilisés pour reconnaître le Bolet Satan. Ces critères peuvent se définir comme les suivants : Chapeau blanchâtre, pores rougeâtres, pied rougeâtre à orangeâtre orné d'un réseau et chair modérément bleuissante. Il faut aussi ne faut pas oublier que R. satanas est la plus grand espèce de bolet trouvable en Europe, sa taille imposante et sa stature obèse pouvant aussi être un critère d'identification.

Le Bolet Satan est loin d'être la seule espèce de bolet bleuissant à tons rougeâtres. D'autres lui ressemblent plus au moins, des toxiques comme des comestibles. Concernant les confusions possibles, on pourra noter les espèces suivantes : 

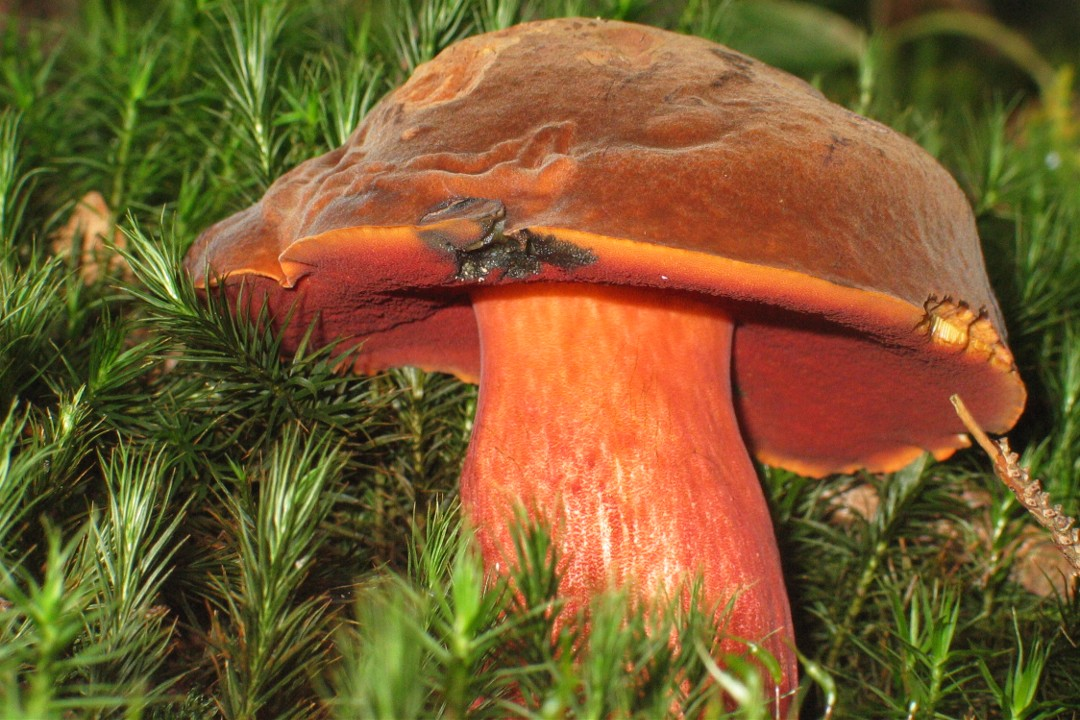
Neoboletus erythropus, le Bolet à pied rouge. Bon comestible bien cuit. Souvent délaissé de peur de le confondre avec le Bolet Satan.

- Le Bolet à pied rouge (Neoboletus erythropus), au chapeau marron et au pied ponctué, sans réseau. Souvent confondu avec le Bolet Satan ou délaissé de peur de faire cette confusion. Son chapeau d'une couleur bien marron chocolat, son bleuissement intense et l'absence de réseau sur son pied lui sont des caractéristiques très fiables pour l'identifier de façon sûre. Comestible réputé cuit, toxique cru.
- Le Bolet blafard (Suillellus luridus), au chapeau brunâtre, aux pores orangés, au pied brun clair orné d'un net réseau à la chair intensément bleuissante. Comestible cuit, toxique cru.
- Le Bolet à beau pied (Caloboletus calopus), au chapeau blanchâtre à brunâtre, aux pores jaunes et au pied jaune et rouge orné d'une réseau. Amer, non comestible, potentiellement émétique.
- Le Bolet rouge et jaune (Rubroboletus rhodoxanthus), au chapeau généralement blanc rosé et au pied réticulé jusqu'à la base, ne bleuissant qu'au niveau du chapeau à la coupe et à la chair nettement jaune. Toxique.
- Le Bolet chicorée (Rubroboletus legaliae), au chapeau gris-brun rapidement envahi de rosâtre rougeâtre, au pied moins coloré à la base, à la chair plus bleuissante et à l'odeur typique de chicorée. Toxique.
- Le Bolet rouge sang (Rubroboletus rubrosanguineus), au chapeau gris-rouge, pores et stipe rouge sang, montagnard, sous épicéas. Toxique.
- Le Bolet cuivré (Imperator luteocupreus), au chapeau cuivré, au réseau mieux dessiné et bleuissant très intensément, même au contact. Toxique.

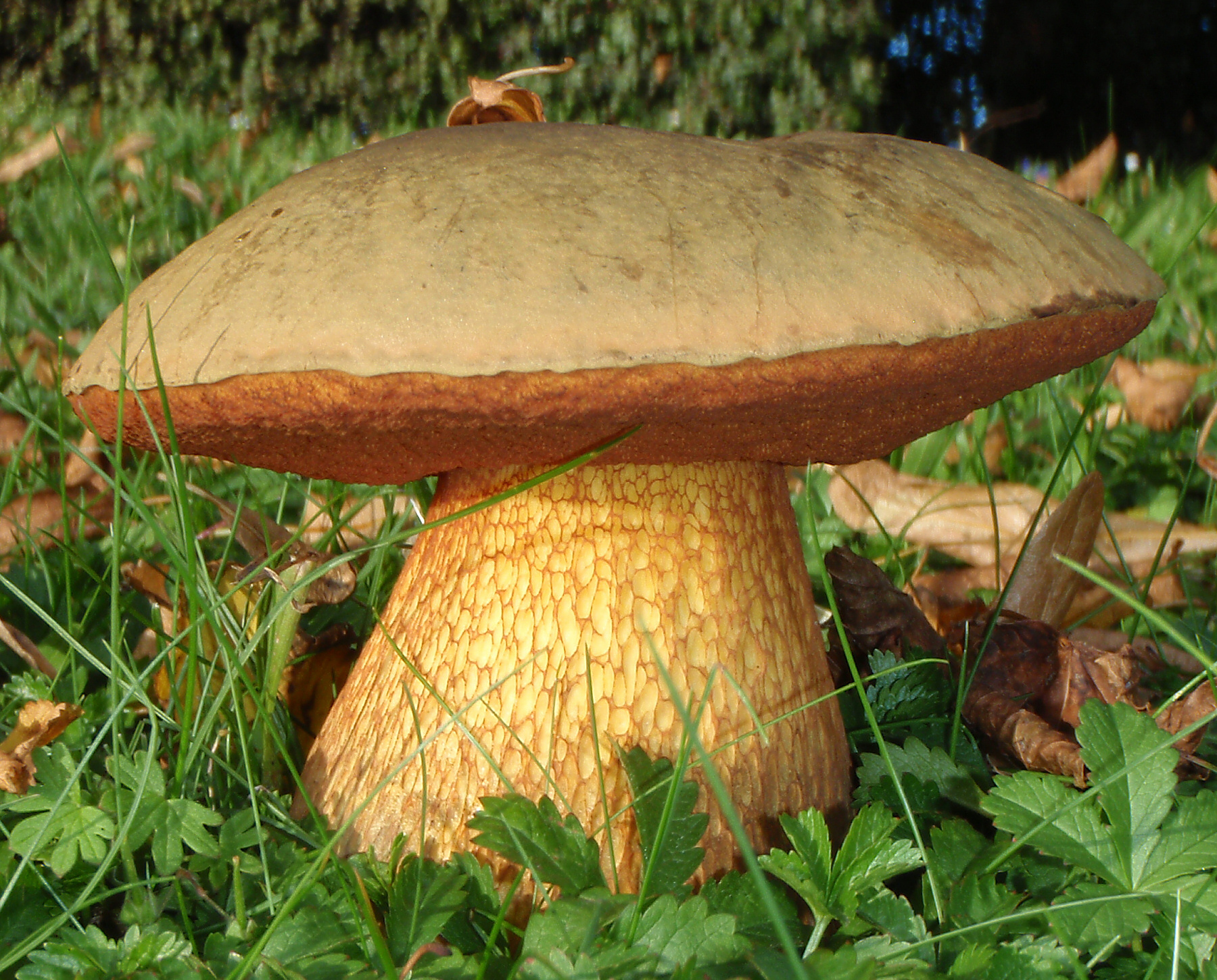
Le Bolet blafard (Suillellus luridus), comestible bien cuit, toxique cru ou mal cuit.
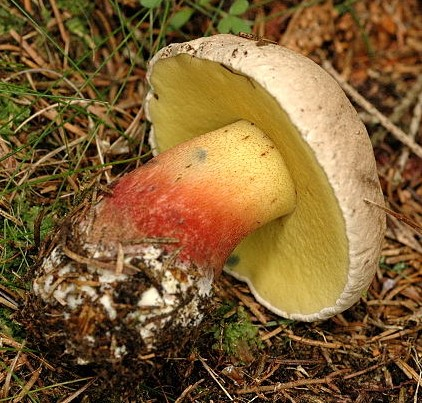
Le Bolet à beau pied (Caloboletus calopus), immangeable (amertume).
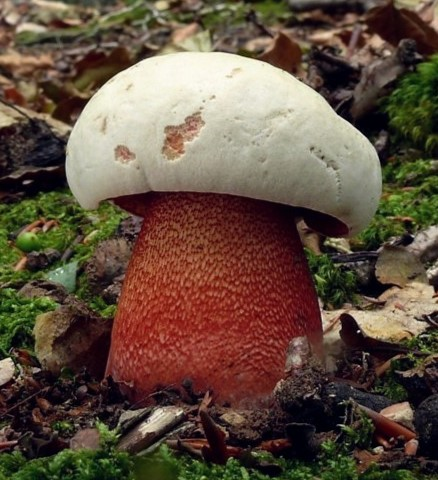
Le Bolet rouge et jaune (Rubroboletus rhodoxanthus), toxique.
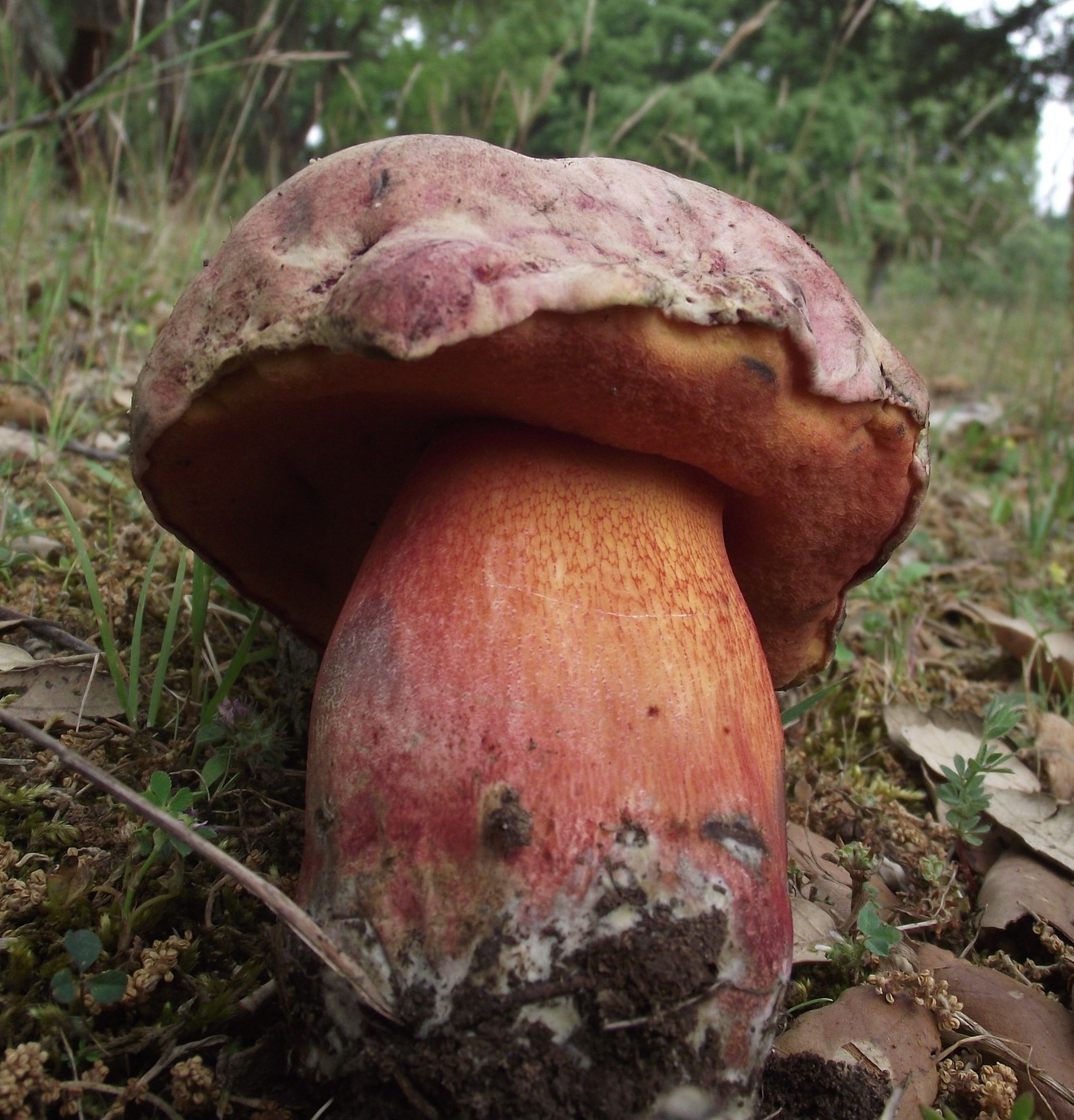
Le Bolet chicorée (Rubroboletus legaliae), toxique.
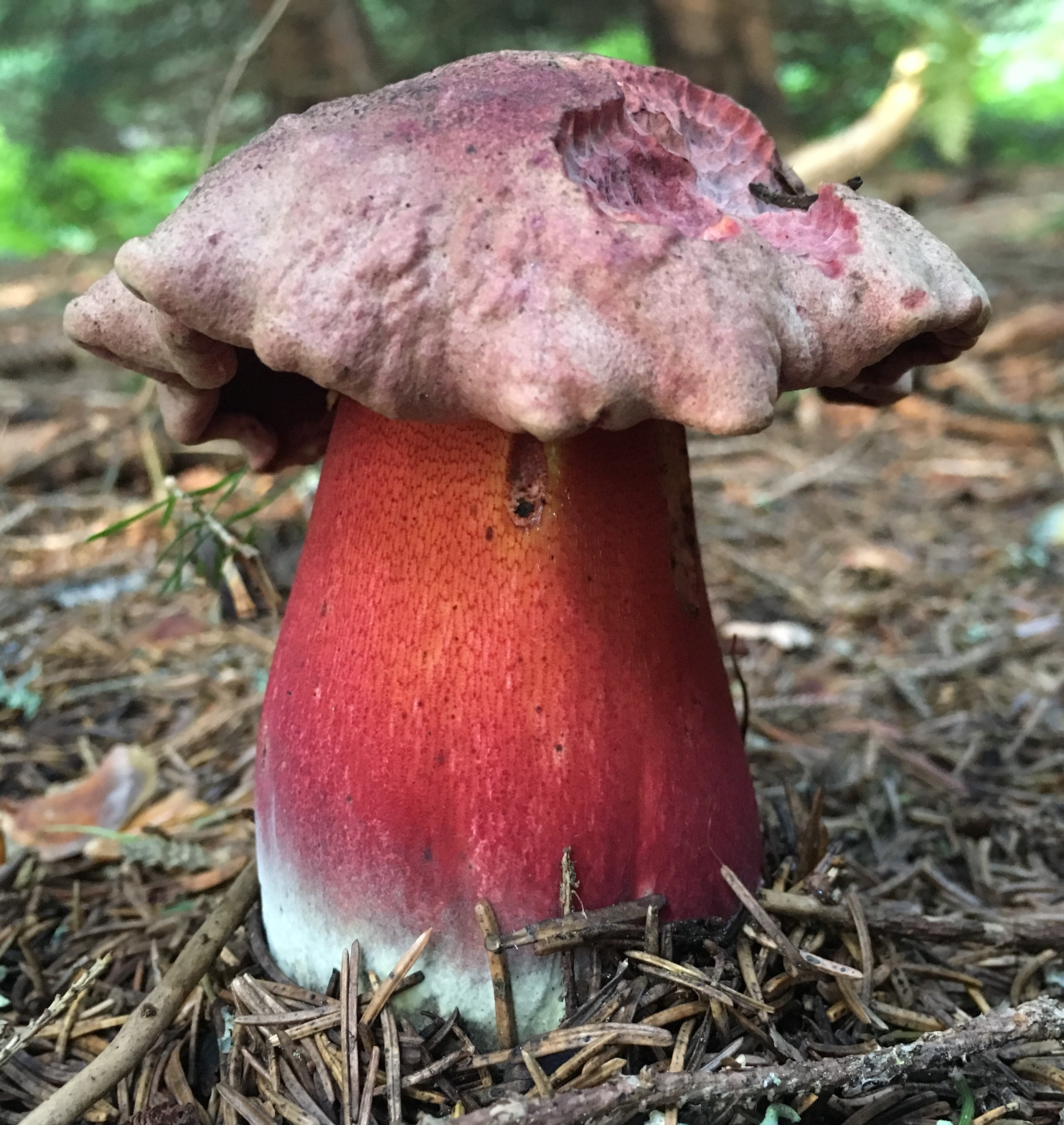
Le Bolet rouge sang (Rubroboletus rubrosanguineus), toxique.
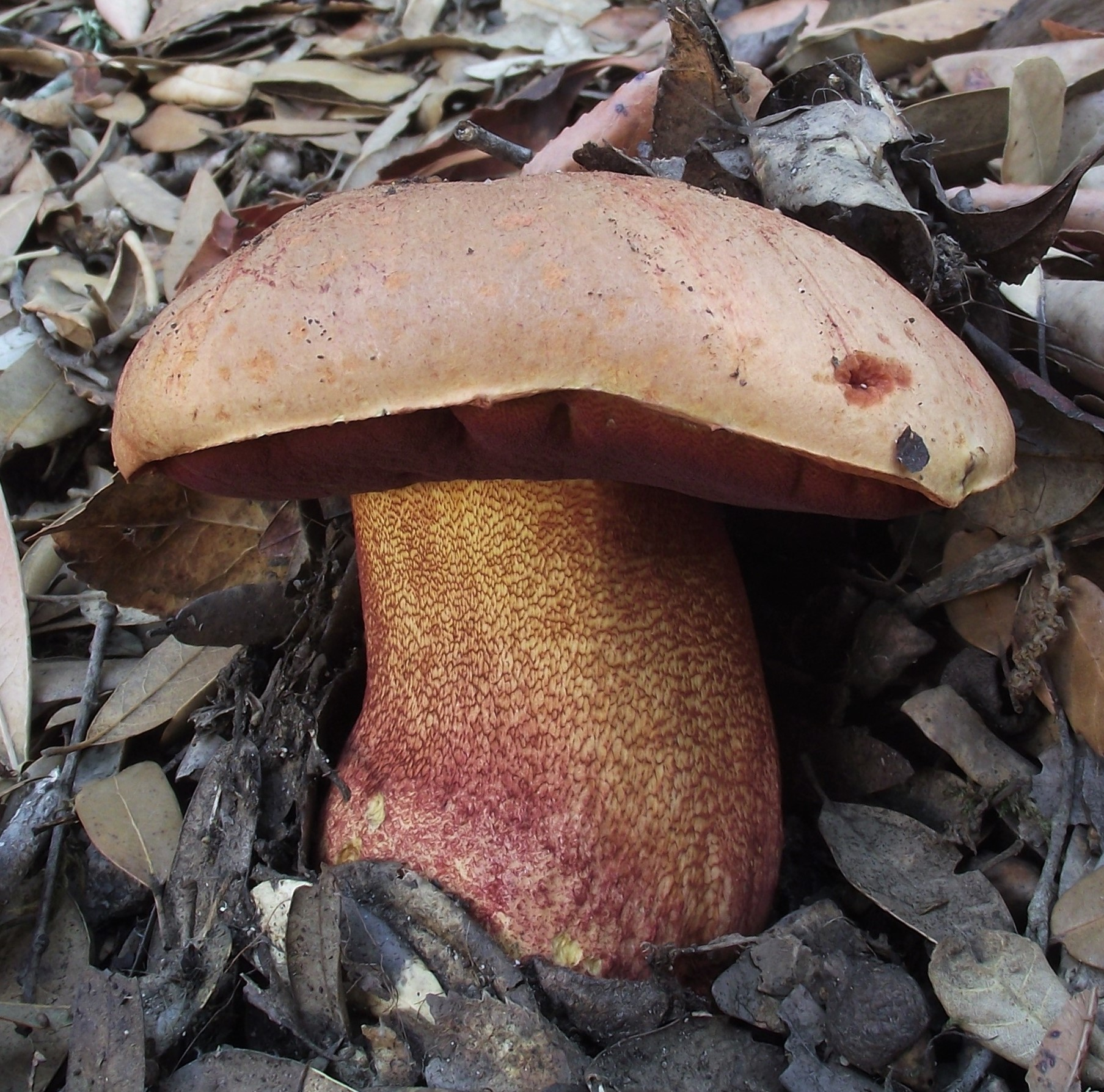
Le Bolet cuivré (Imperator luteocupreus), toxique.

### Autres bolets toxiques
Par la diabolisation de cette espèce, la croyance populaire fait que le Bolet Satan est souvent considéré comme le seul bolet toxique en France, mais cela est erroné. En plus des toxiques citées précédemment en tant que confusions possibles du Bolet Satan, on notera également les suivants :
- Le Bolet des loups (Rubroboletus lupinus)
- Le Bolet joli (Rubroboletus pulchrotinctus)
- Le Bolet du Val Demone (Rubroboletus demonensis)
- Le Bolet vieux rose (Imperator rhodopurpureus)
- Le Bolet de plomb (Imperator torosus)
- La forme jaune du Bolet vieux rose (Imperator rhodopurpureus f. xanthopurpureus)

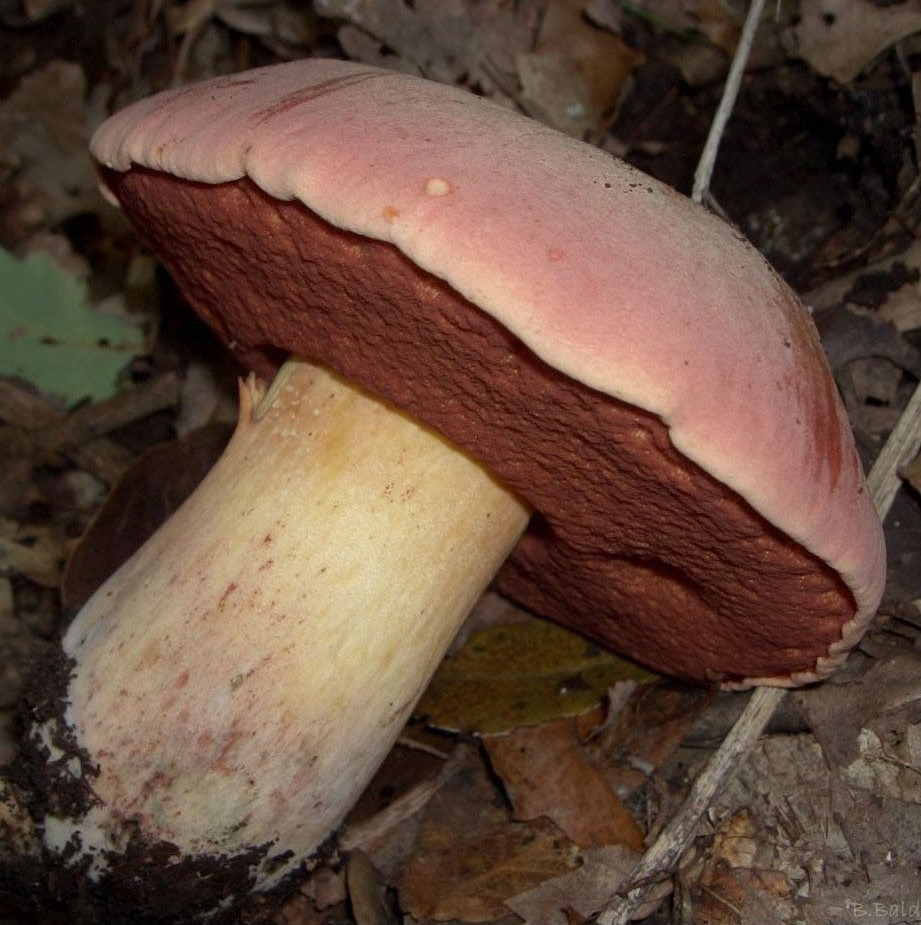
Le Bolet des loups (Rubroboletus lupinus), toxique.
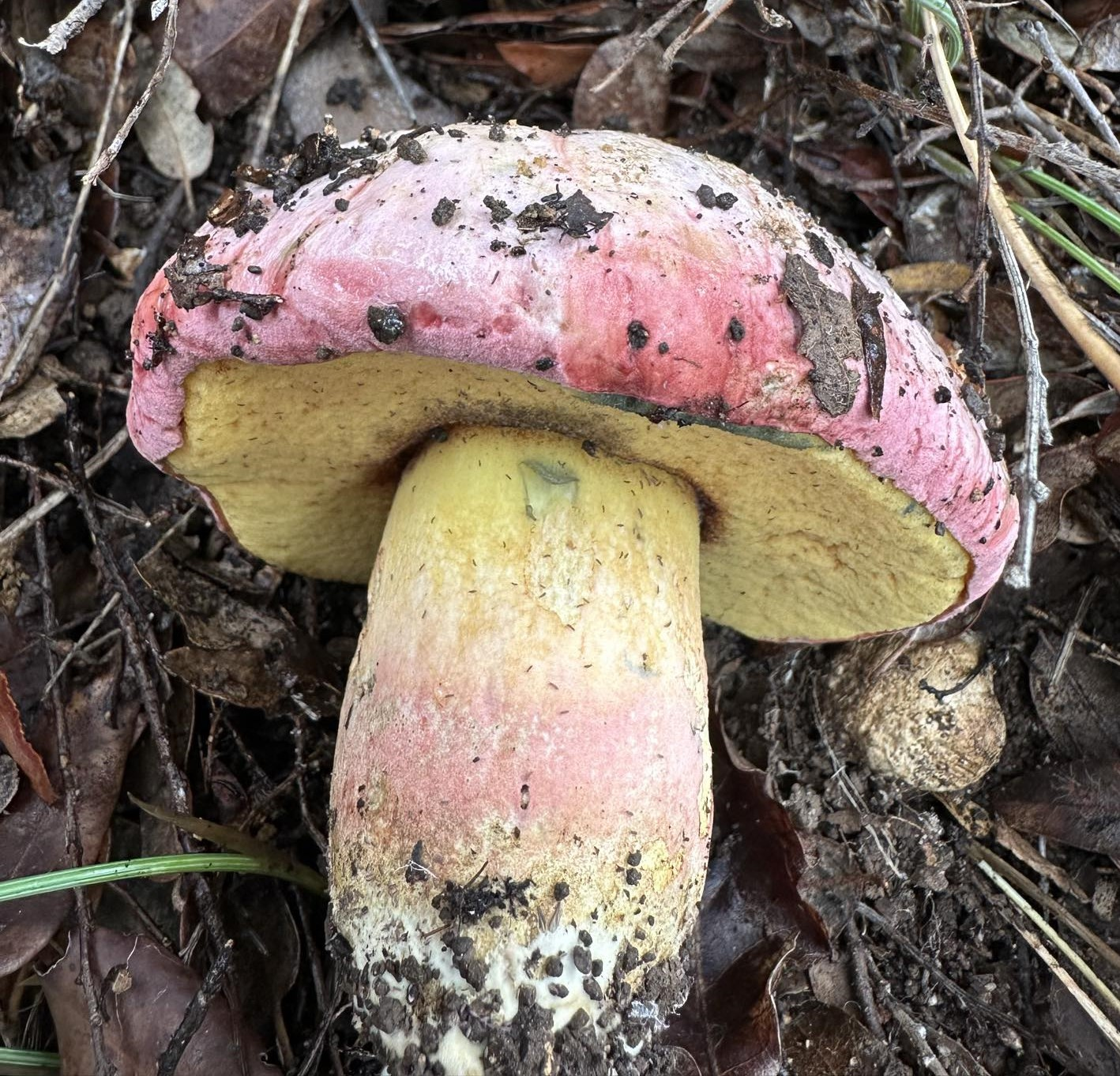
Le Bolet joli (Rubroboletus pulchrotinctus), toxique.
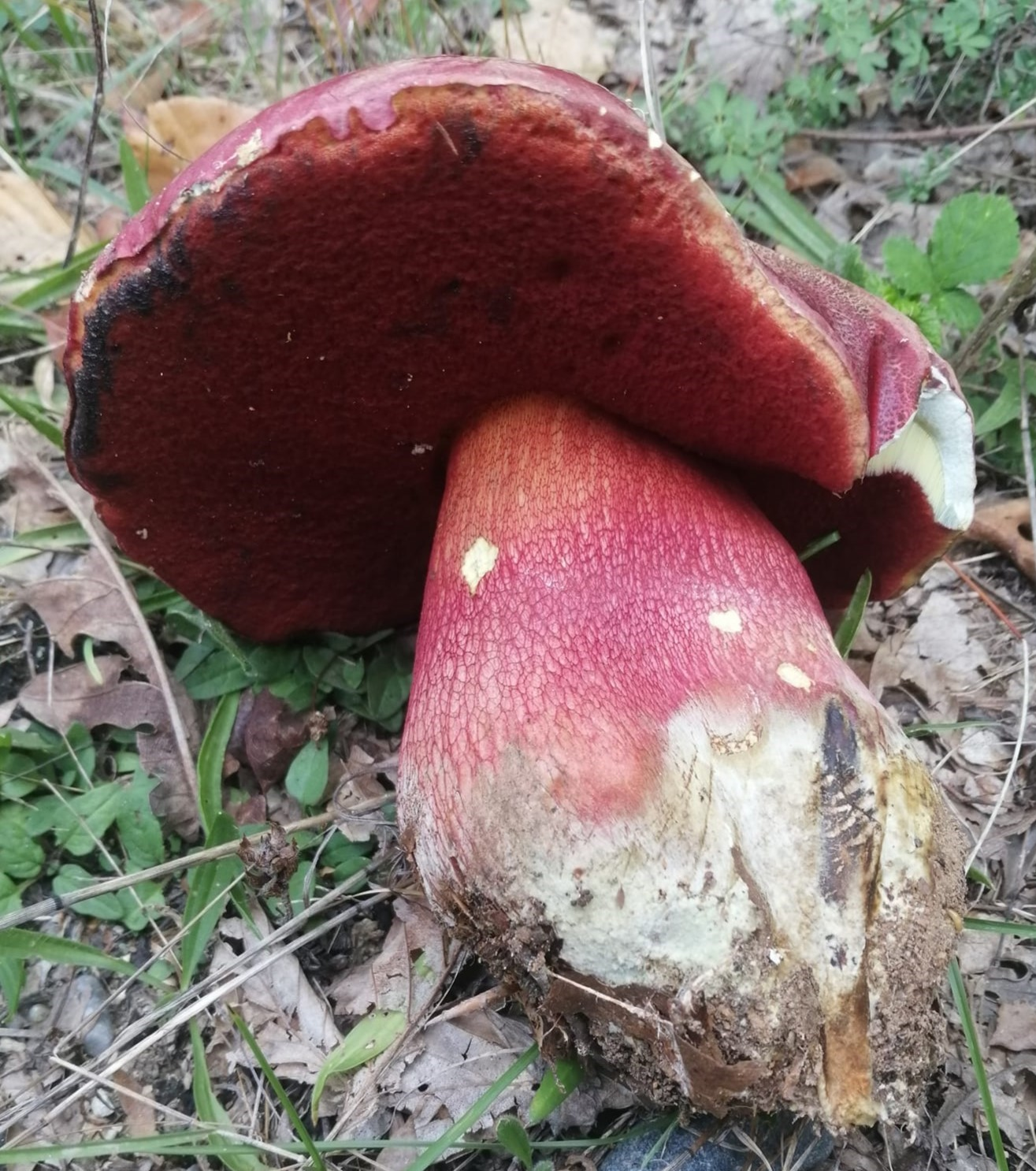
Le Bolet du Val Demone (Rubroboletus demonensis), toxique.
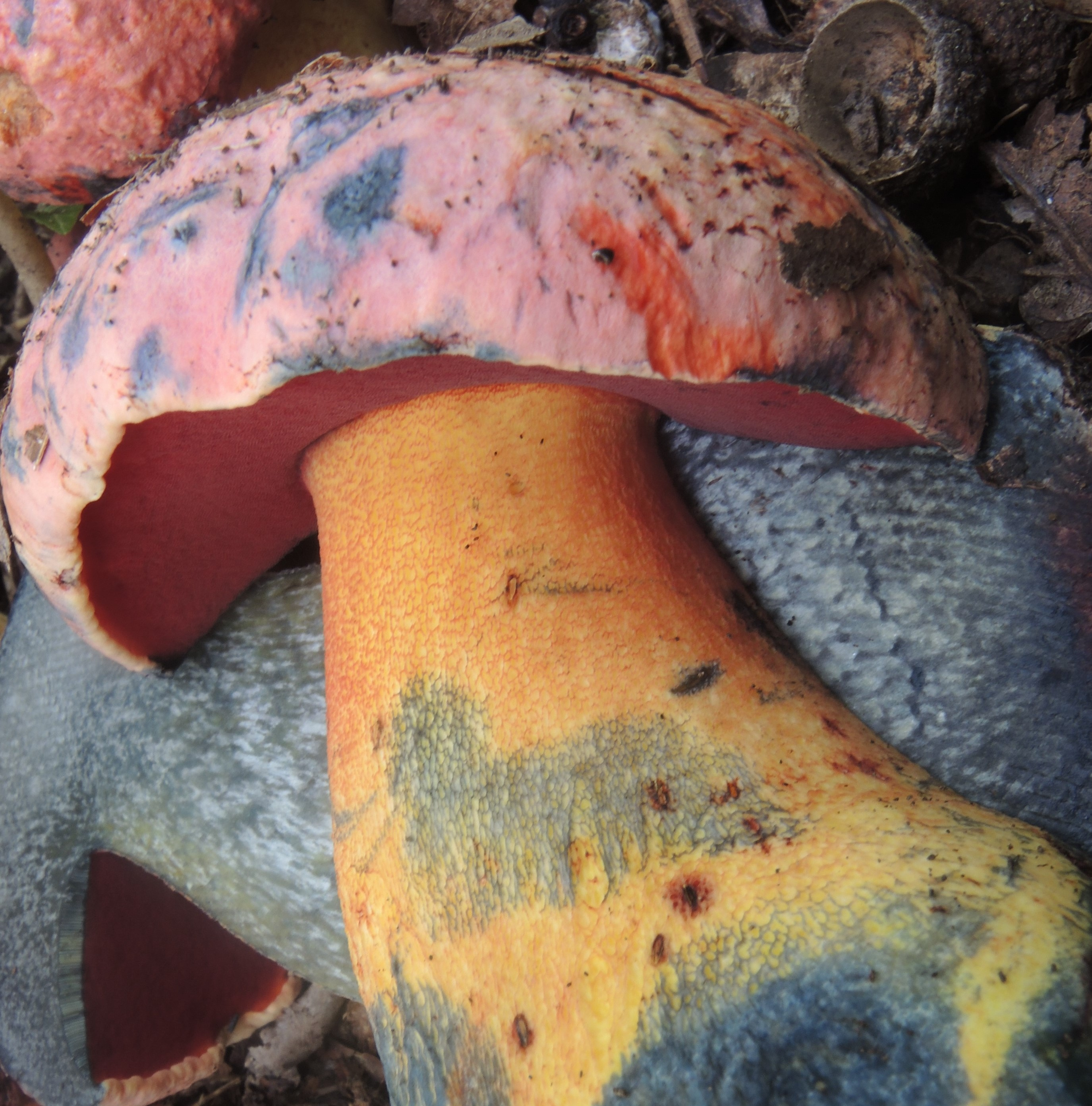
Le Bolet vieux rose (Imperator rhodopurpureus), toxique.
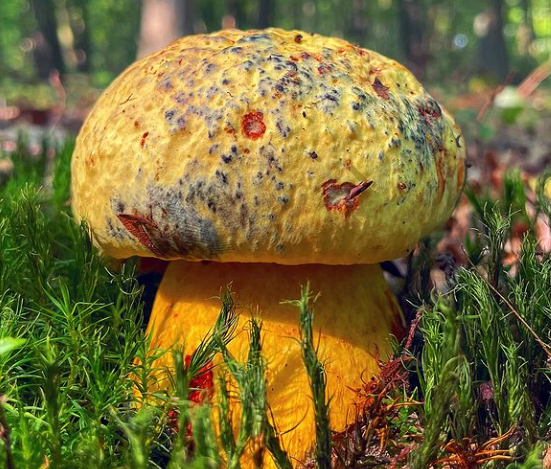
Imperator rhodopurpureus var. xanthopurpureus, toxique.
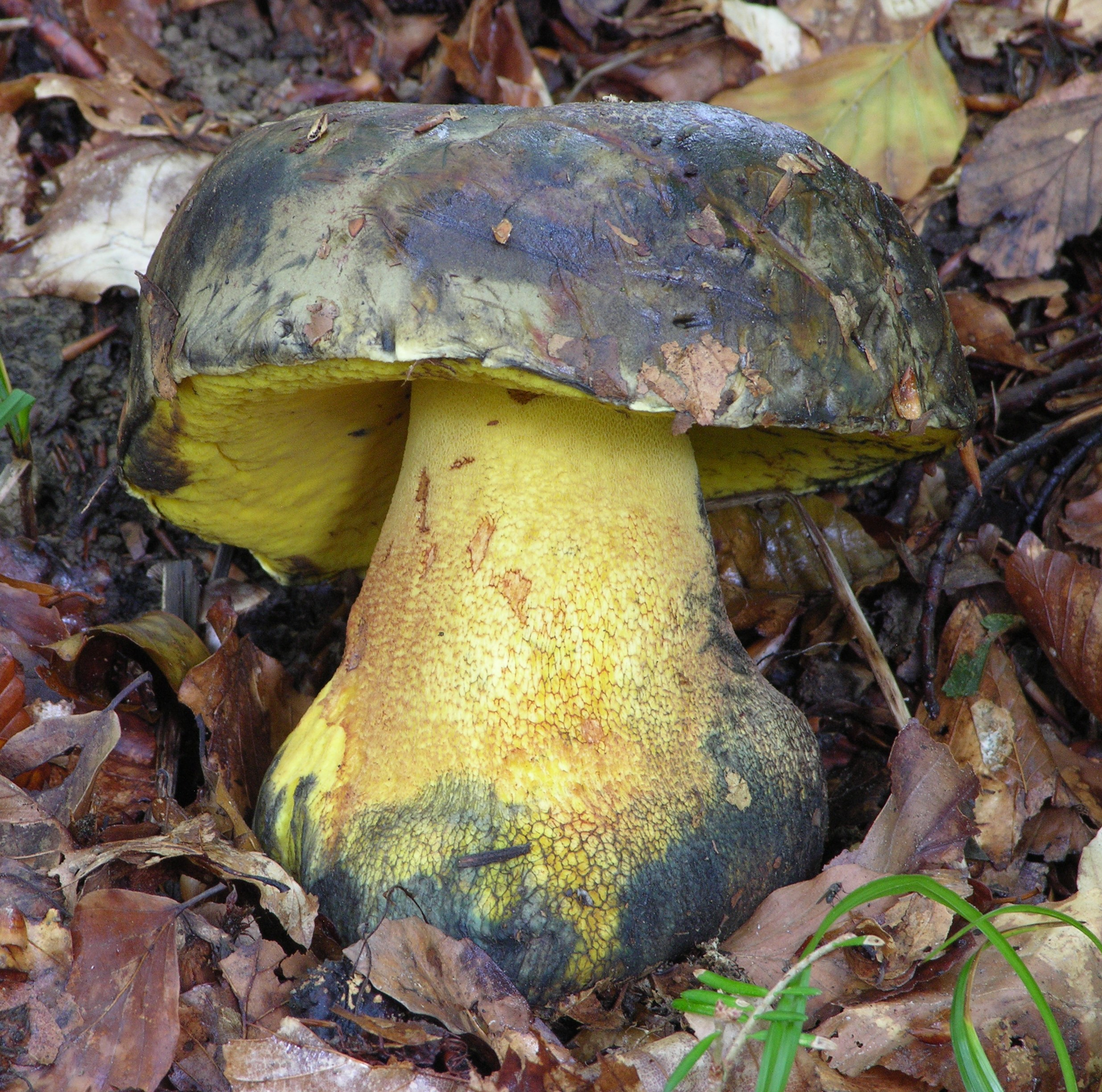
Le Bolet de plomb (Imperator torosus), toxique.

## Voir aussi

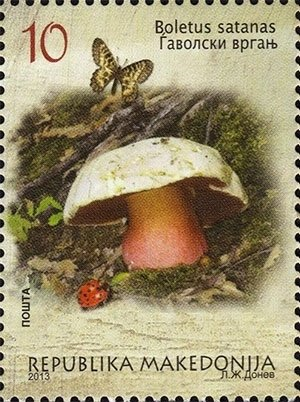
Timbre de Macédoine illustrant Boletus satanas.